# 2018年中非北京峰会
2018年中非合作论坛北京峰会是原定第七届部长会议规模扩大所召开的中华人民共和国同非洲建交国家的领导人会议，于2018年9月3日至4日在北京举行。中非领导人围绕“合作共赢，携手构建更加紧密的中非命运共同体”这一峰会主题，共叙友情，共商合作，共话未来。这是中非友好大家庭的又一次大团圆，也是中国当年举办的规模最大、外国领导人出席最多的主场外交。众多非洲国家领导人和非洲联盟委员会主席率团与会，联合国秘书长作为特邀嘉宾、27个国际和非洲地区组织作为观察员也出席了峰会有关活动。在2016、2018年与中华人民共和国复交的圣多美普林西比、布吉纳法索也参与了本届峰会。

## 与会领袖
中非合作论坛当时共有55个成员，包括中华人民共和国、53个与中华人民共和国已建交的非洲国家以及非洲联盟委员会。55个成员全部与会，其中中国共产党中央委员会总书记（中国最高领导人）、非洲国家40位国家元首（总统）、10位政府首脑（总理/首相）、1位副总统和非洲联盟委员会主席与会；其他两成员为利比亚和厄立特里亚，利比亚派出民族团结政府总理特别代表、外长与会，厄立特里亚派出驻华大使与会。

### 成员国领导人

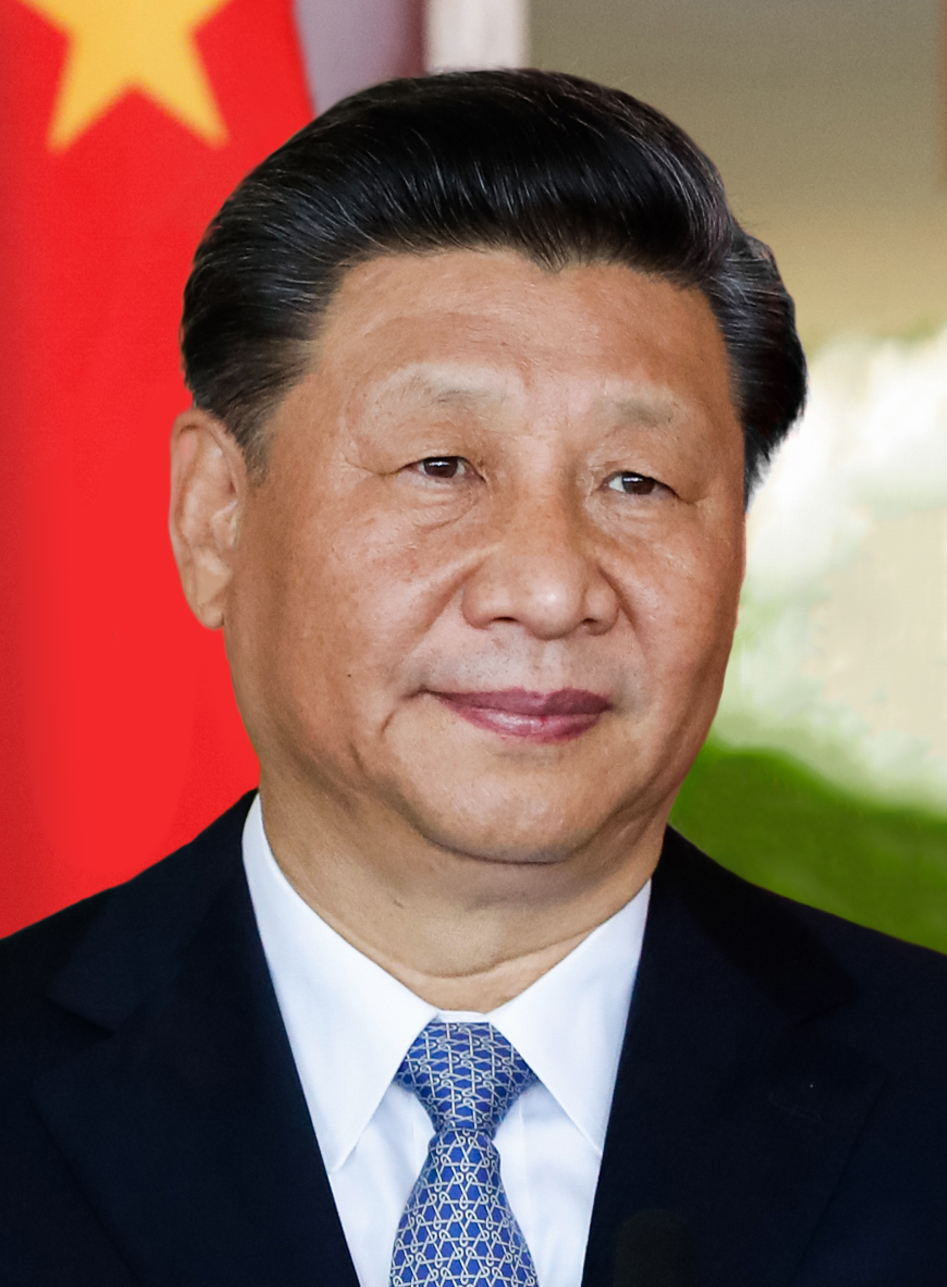
中国（主办国） 中共中央总书记、国家主席 习近平
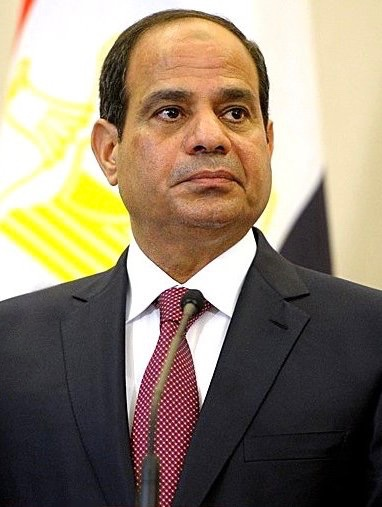
埃及 总统 阿卜杜勒-法塔赫·塞西
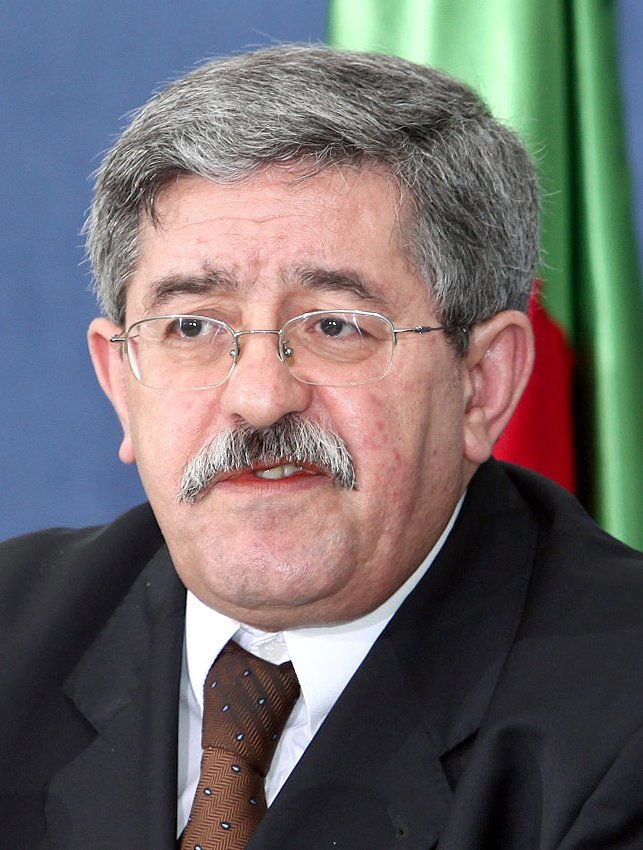
阿尔及利亚 总理 艾哈迈德·乌叶海亚
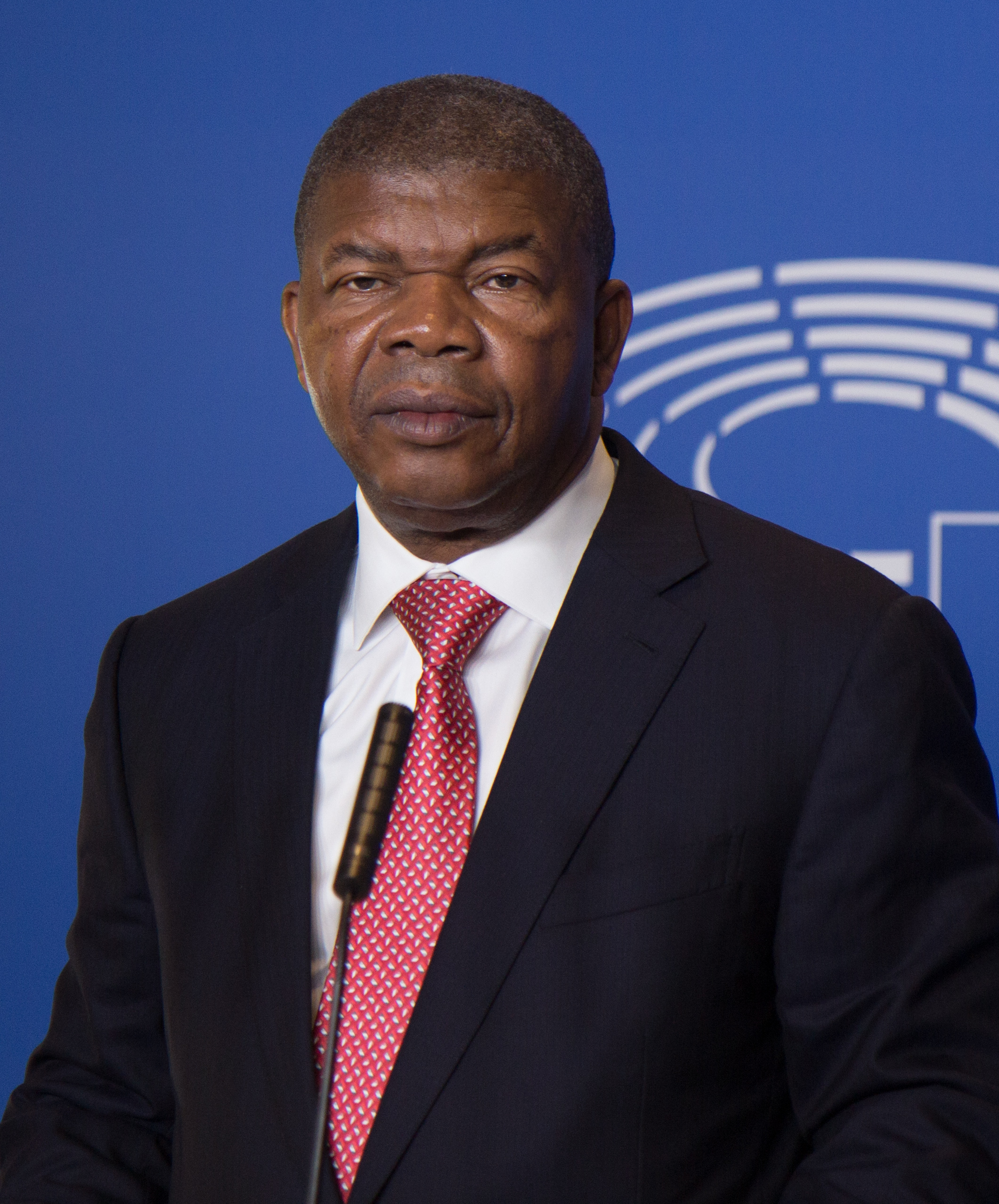
安哥拉 总统 若昂·洛伦索
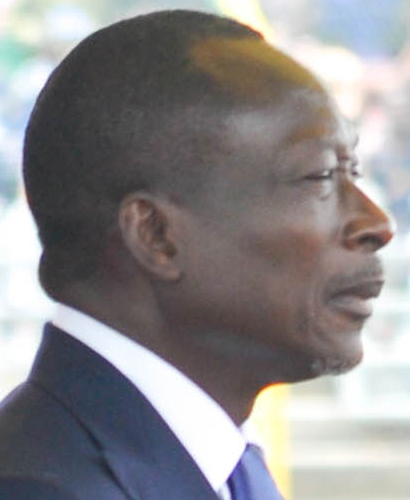
总统 帕特里斯·塔隆
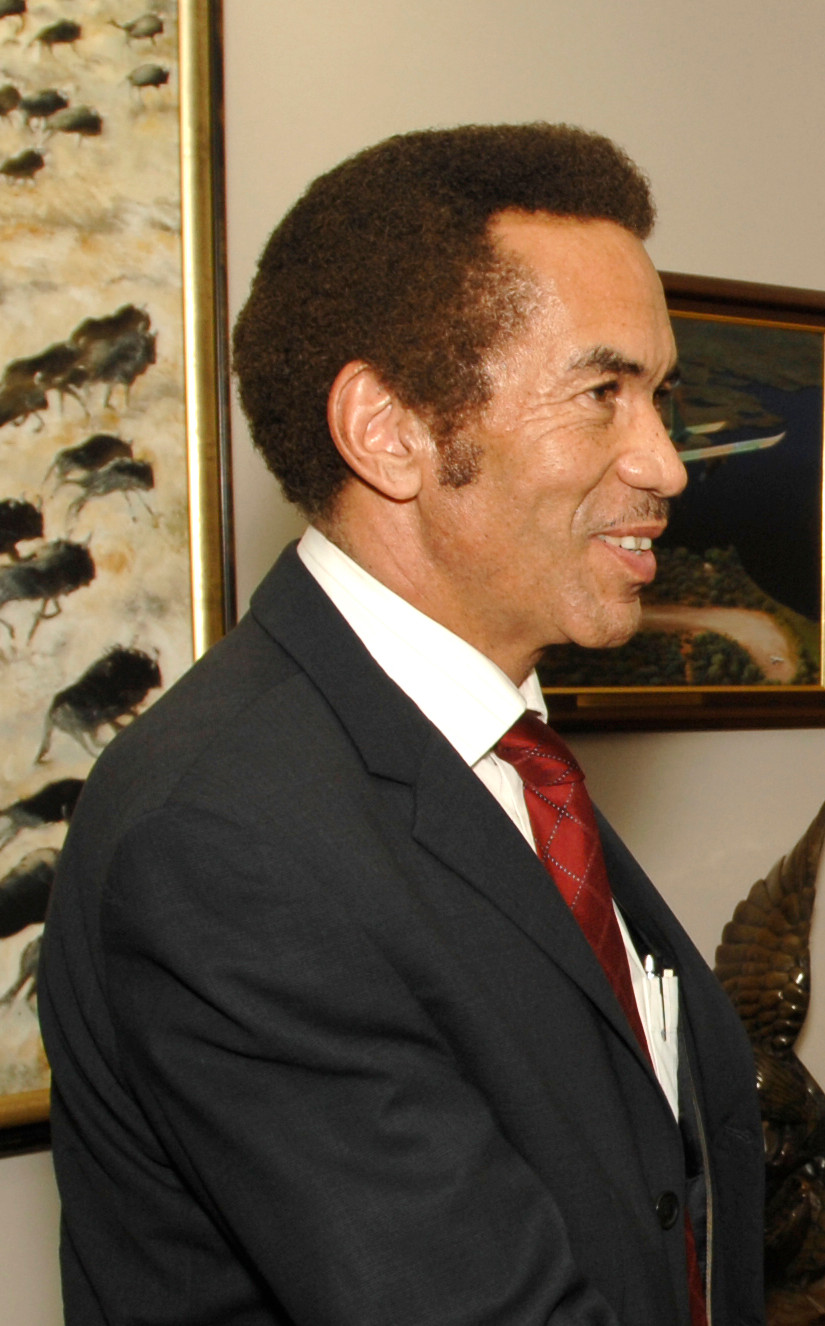
总统 伊恩·卡马
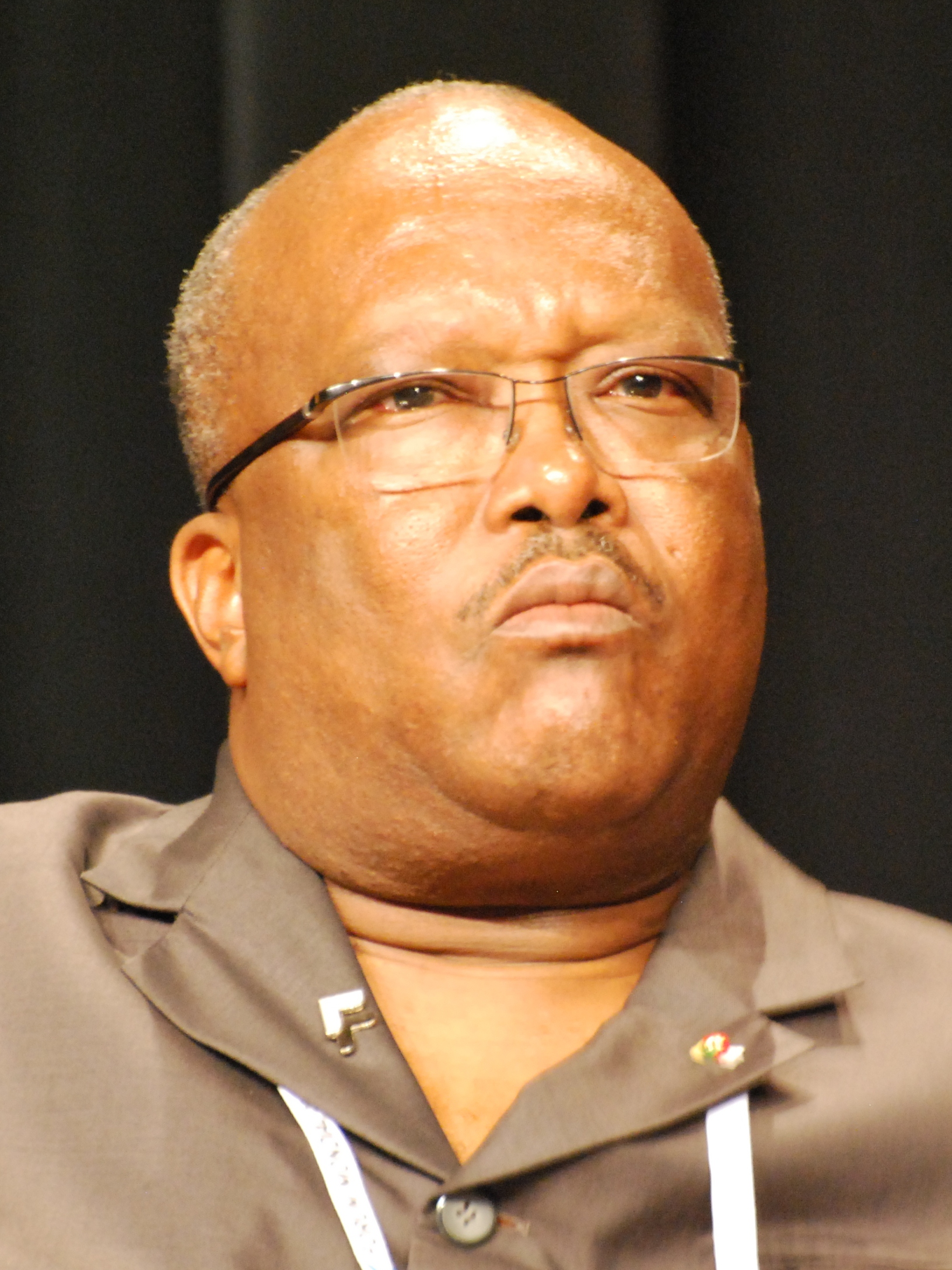
布吉納法索 总统 罗克·马克·克里斯蒂安·卡波雷
第二副总统（英语：Vice-President of Burundi） 布托雷（法语：Joseph Butore）
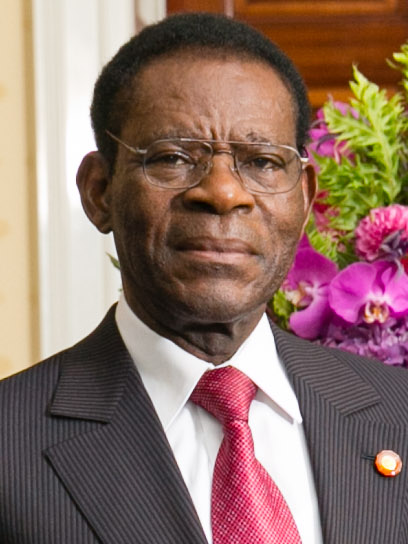
赤道几内亚 总统 特奥多罗·奥比昂·恩圭马·姆巴索戈
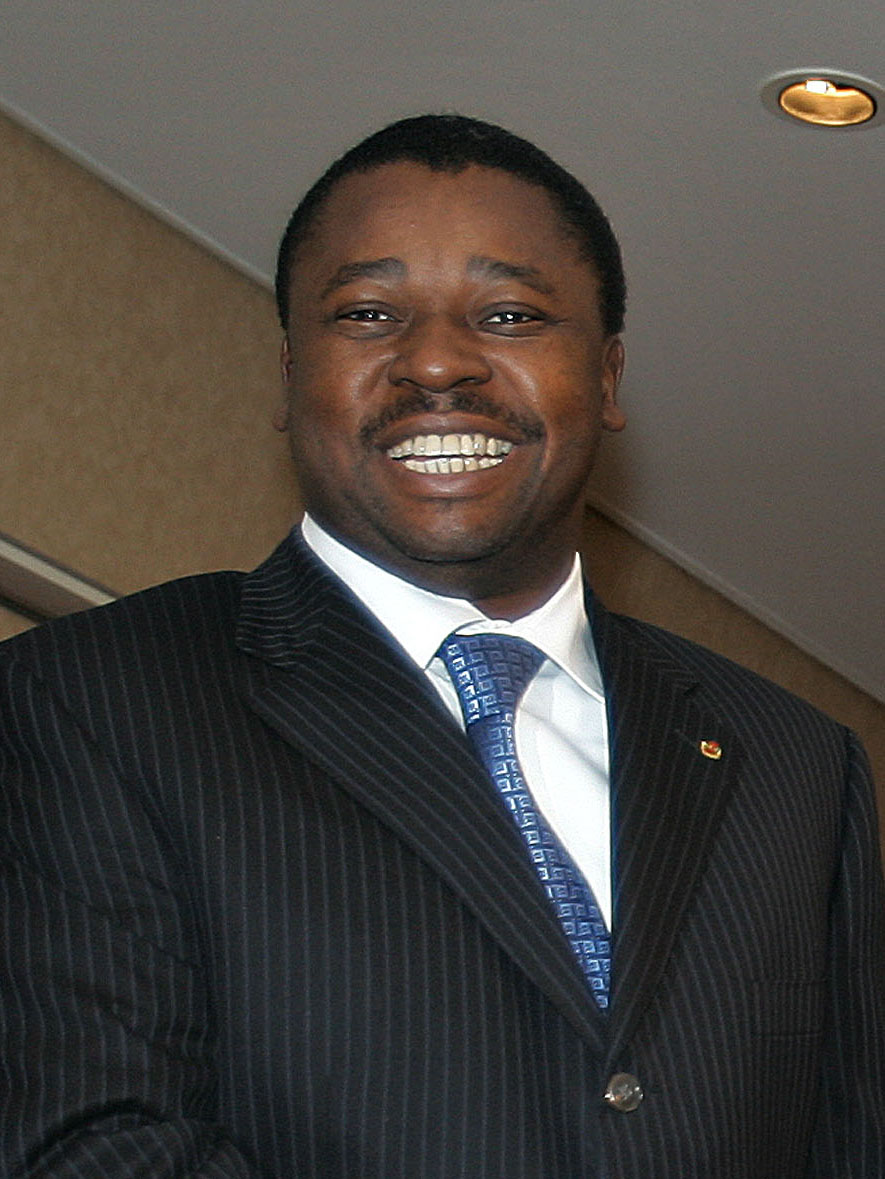
多哥 总统 福雷·纳辛贝
驻华大使 泽盖·特斯法齐翁·塞雷克
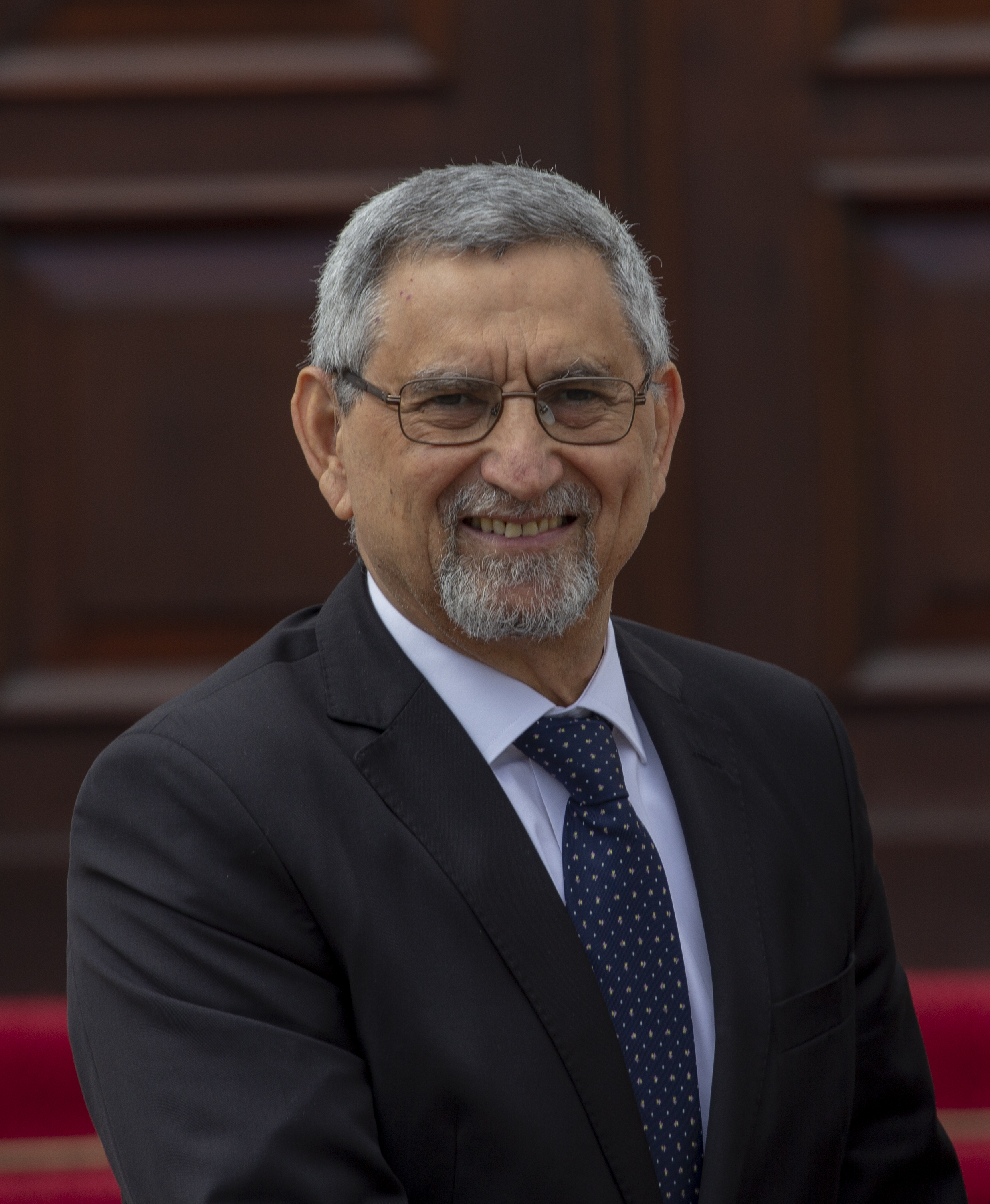
总理 乌利塞斯·科雷亚·席尔瓦
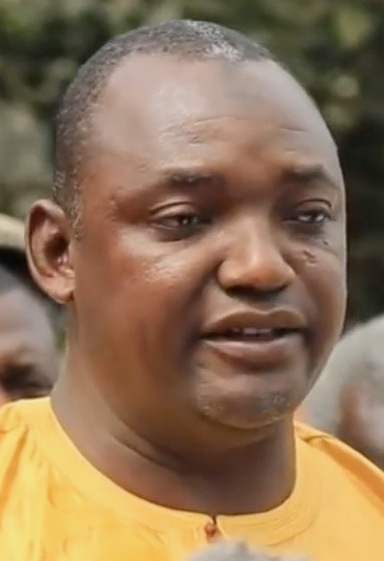
总统 阿达马·巴罗
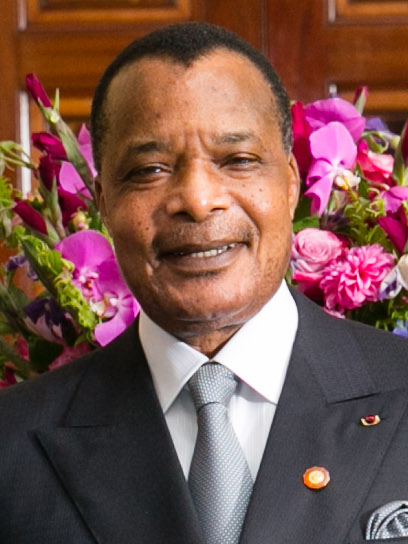
刚果共和国 总统 德尼·萨苏-恩格索
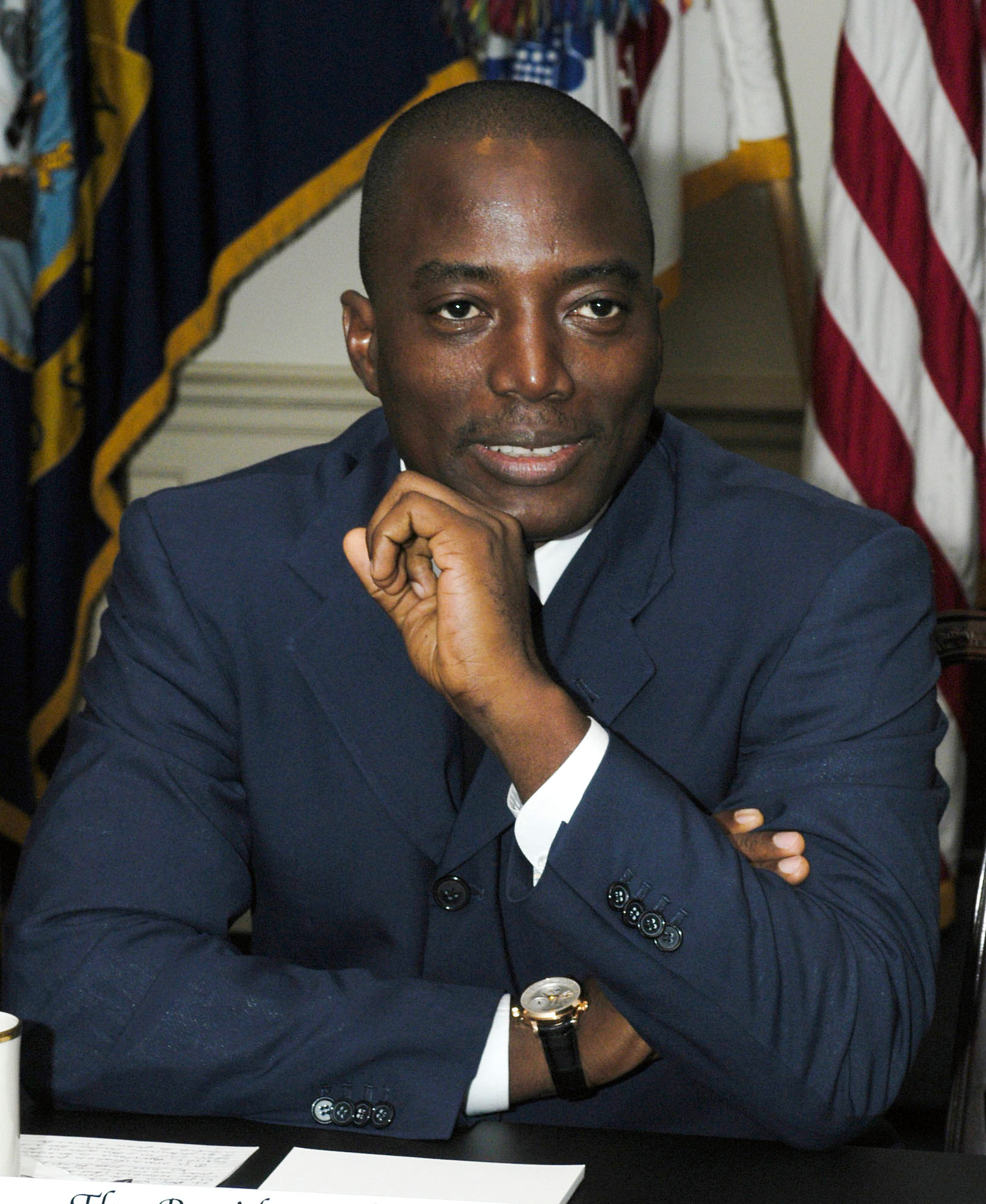
刚果民主共和国 总理 布鲁诺·奇巴拉
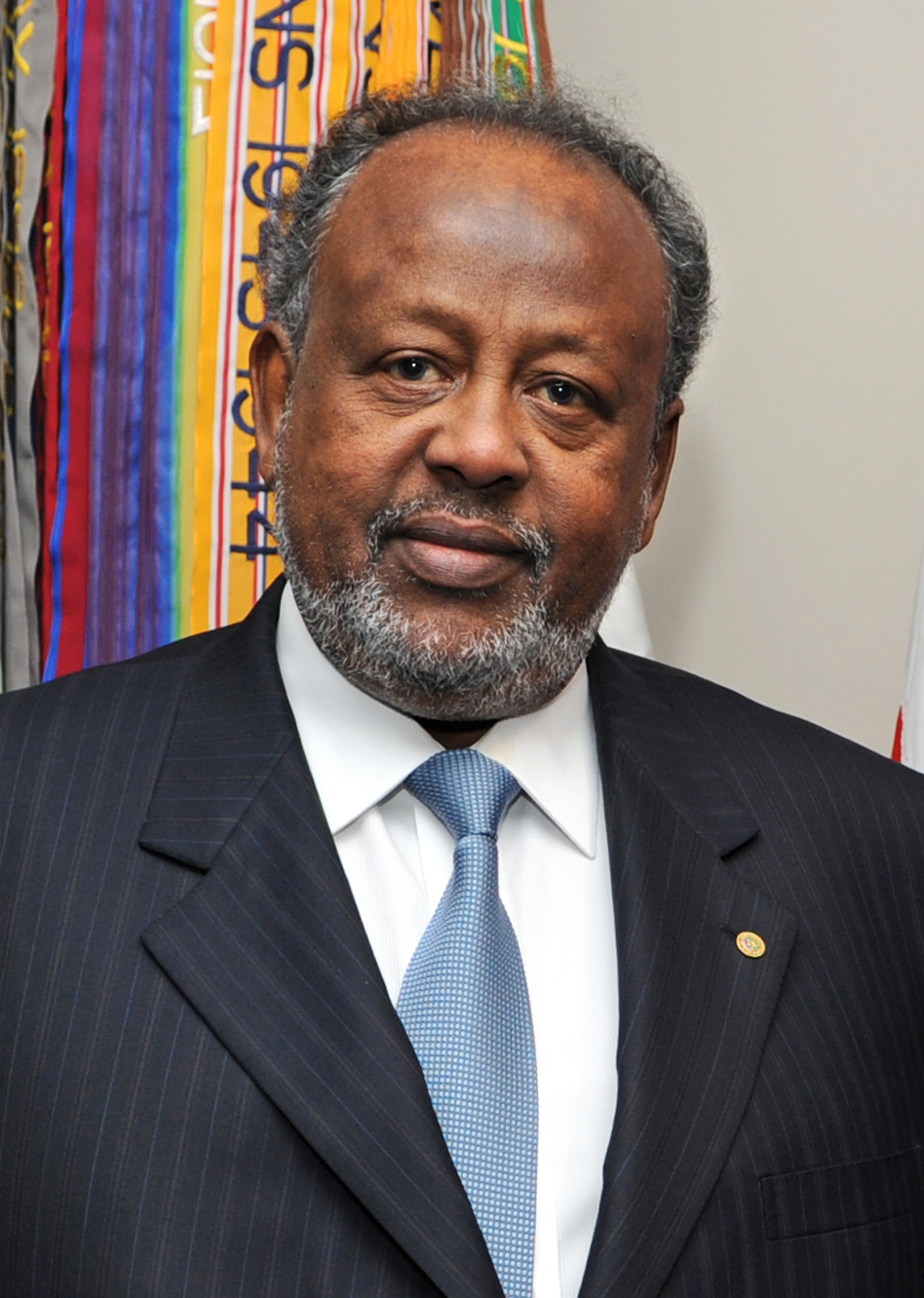
总统 伊斯梅尔·奥马尔·盖莱
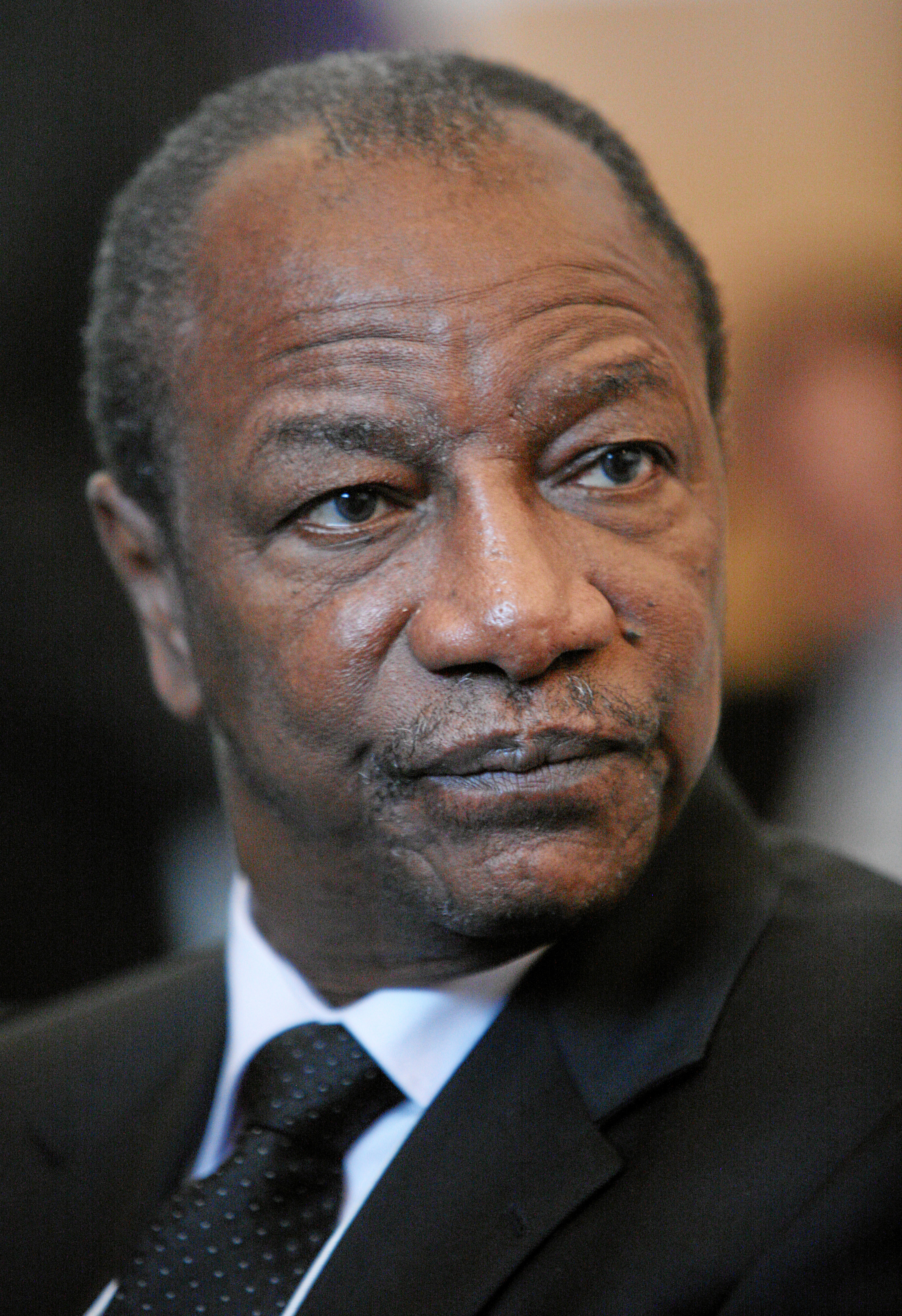
几内亚 总统 阿尔法·孔戴
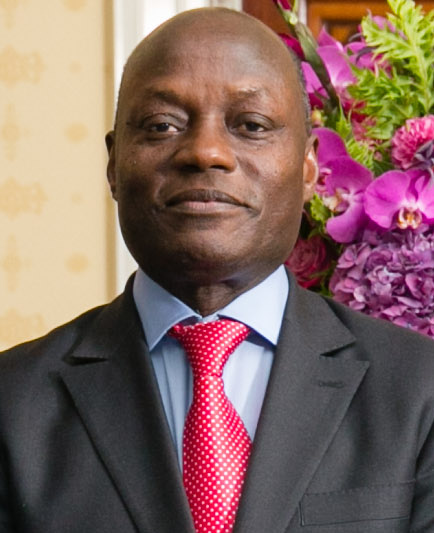
总统 若泽·马里奥·瓦斯
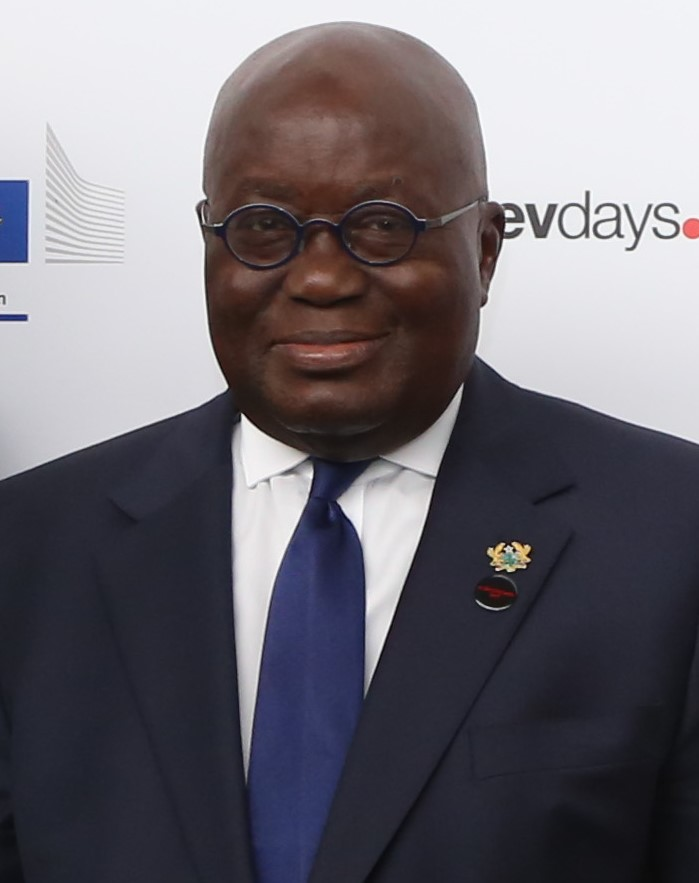
总统 纳纳·阿库福-阿多
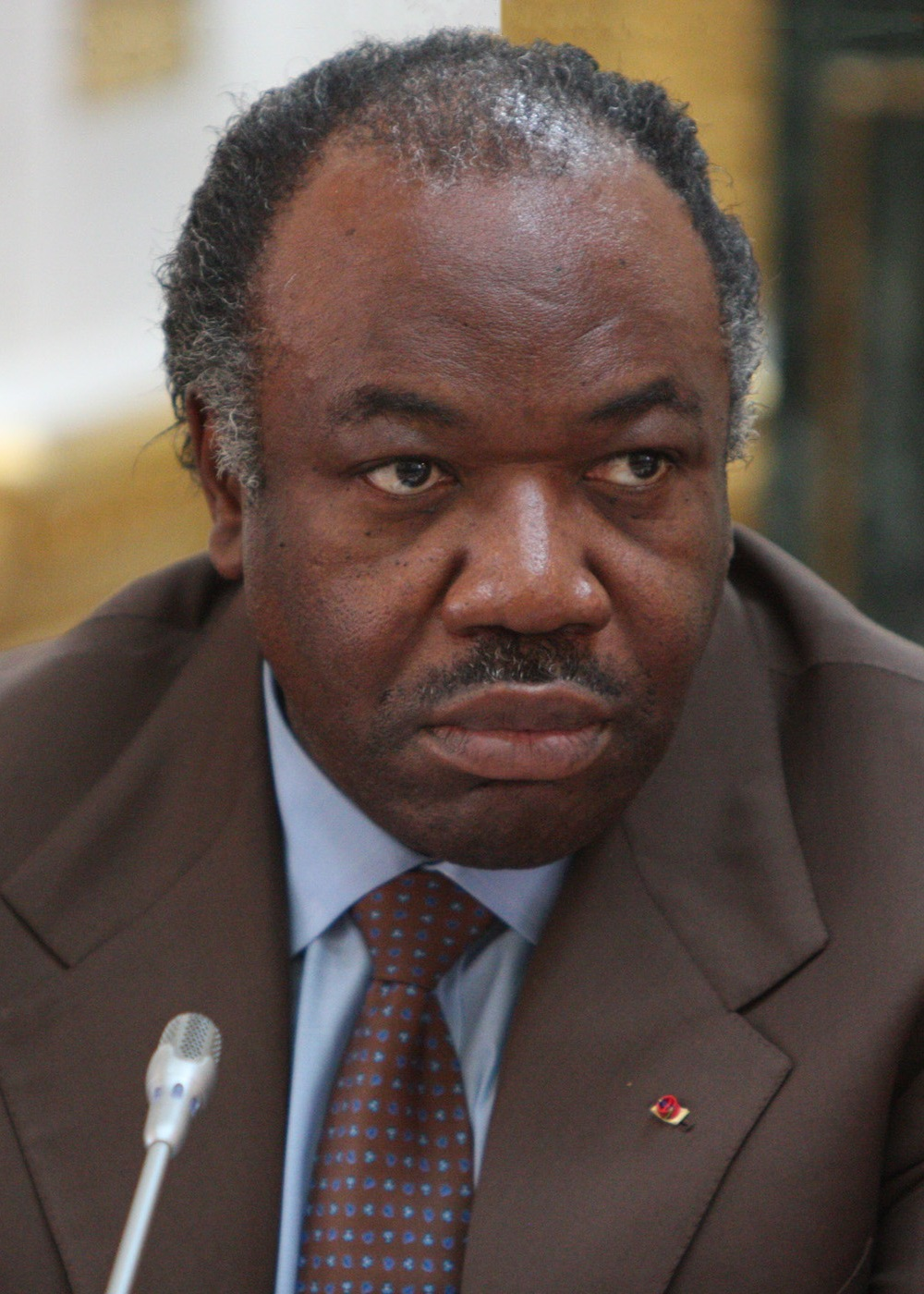
加彭 总统 阿里·邦戈·翁丁巴
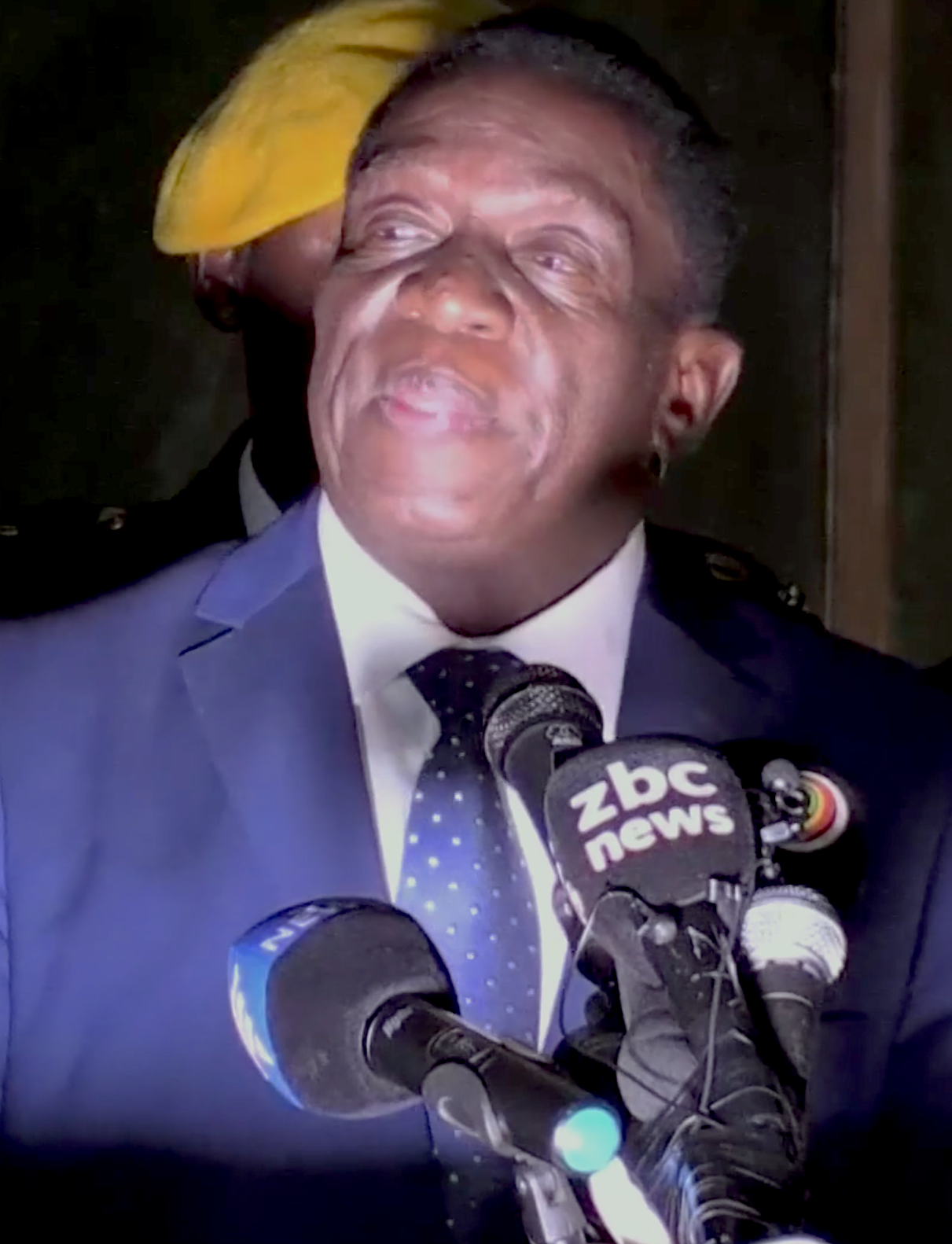
辛巴威 总统 埃默森·姆南加古瓦
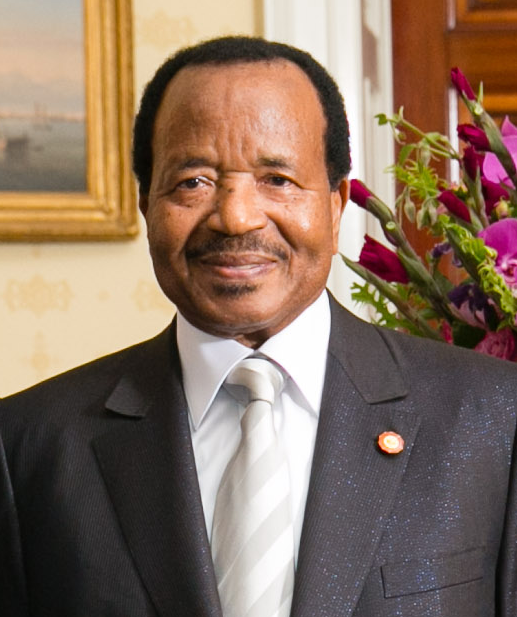
喀麦隆 总统 保罗·比亚
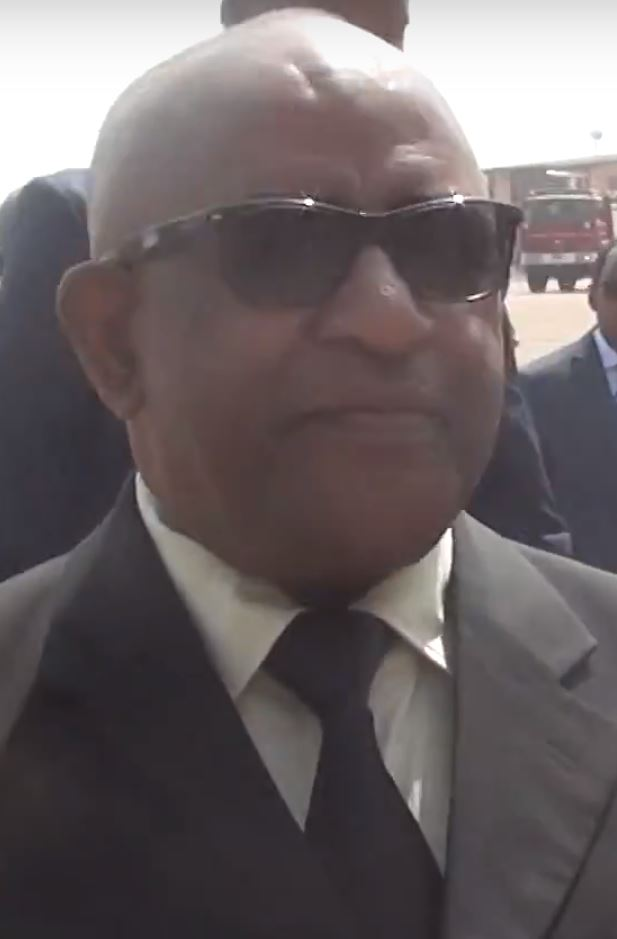
总统 阿扎利·阿苏马尼
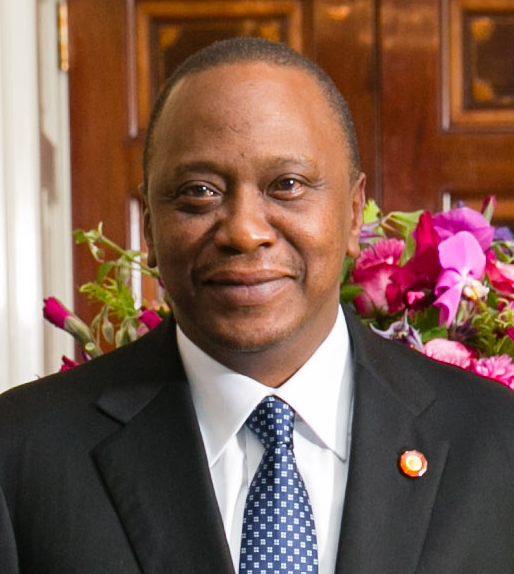
总统 乌胡鲁·肯雅塔
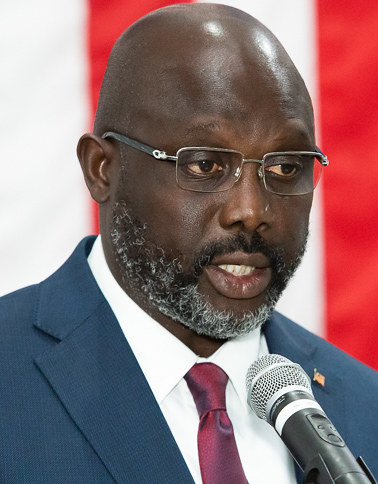
利比里亚 总统 乔治·维阿
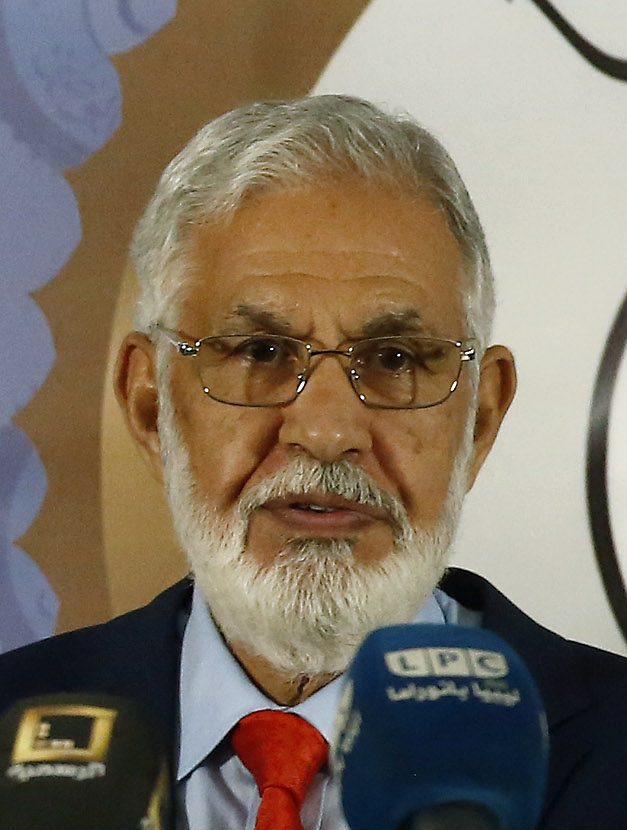
利比亞
外长（英语：Minister of Foreign Affairs (Libya)） 希亚莱（英语：Mohamed Taha Siala）
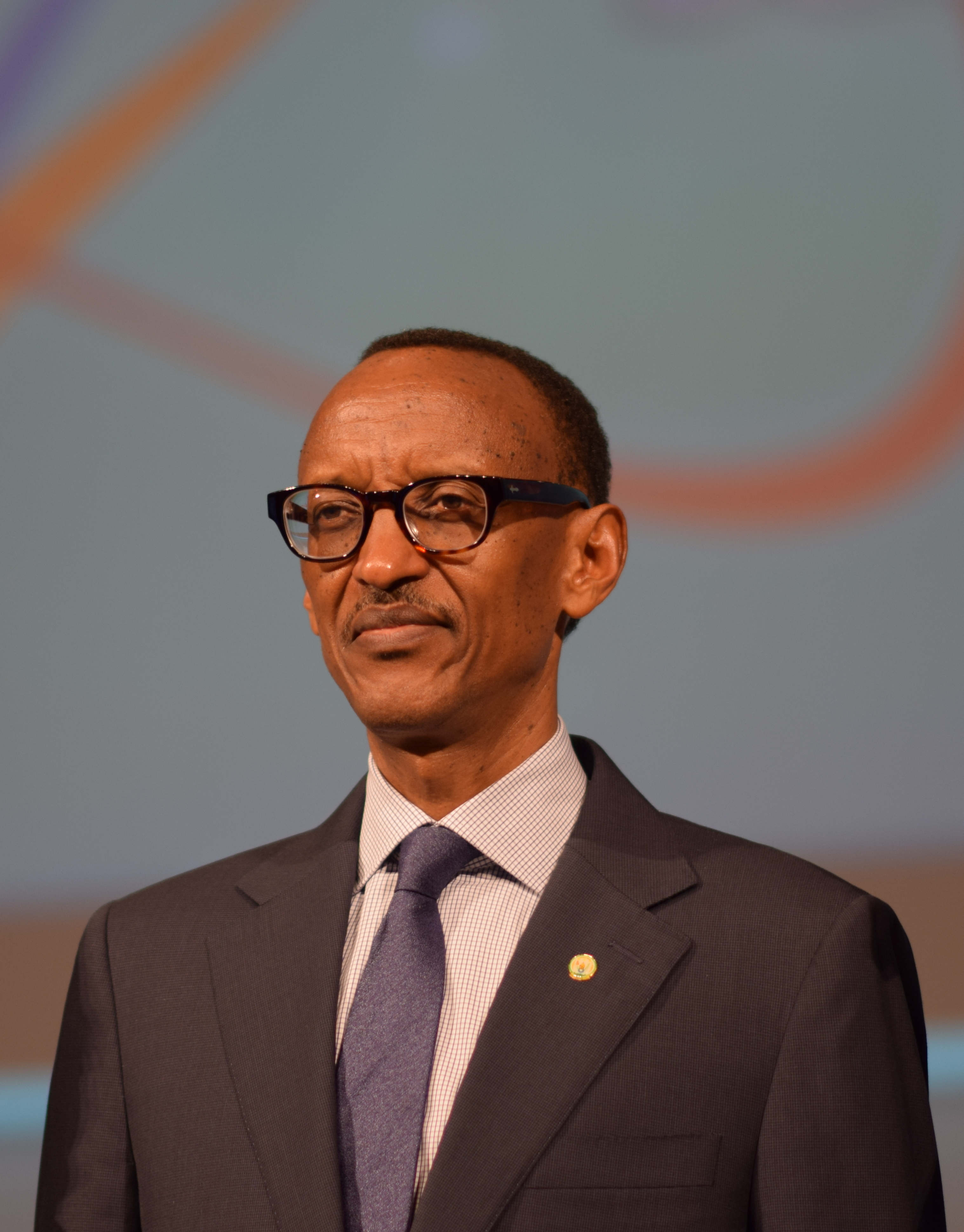
卢旺达 总统 保罗·卡加梅
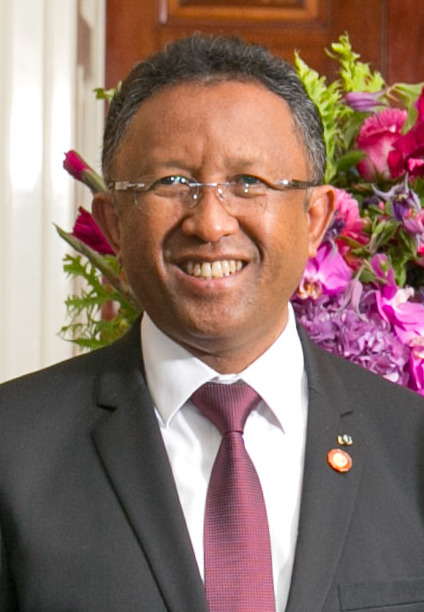
马达加斯加 总统 埃里·拉乔纳里马曼皮亚尼纳
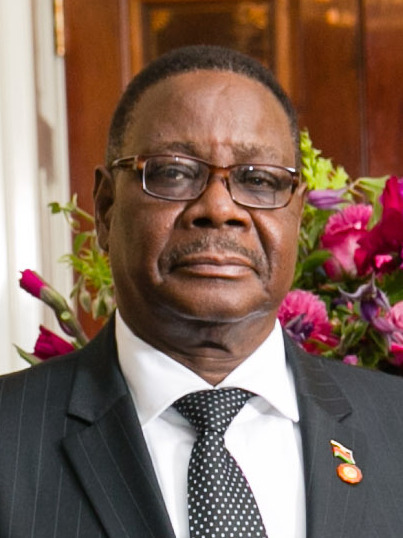
马拉维 总统 彼得·穆塔里卡
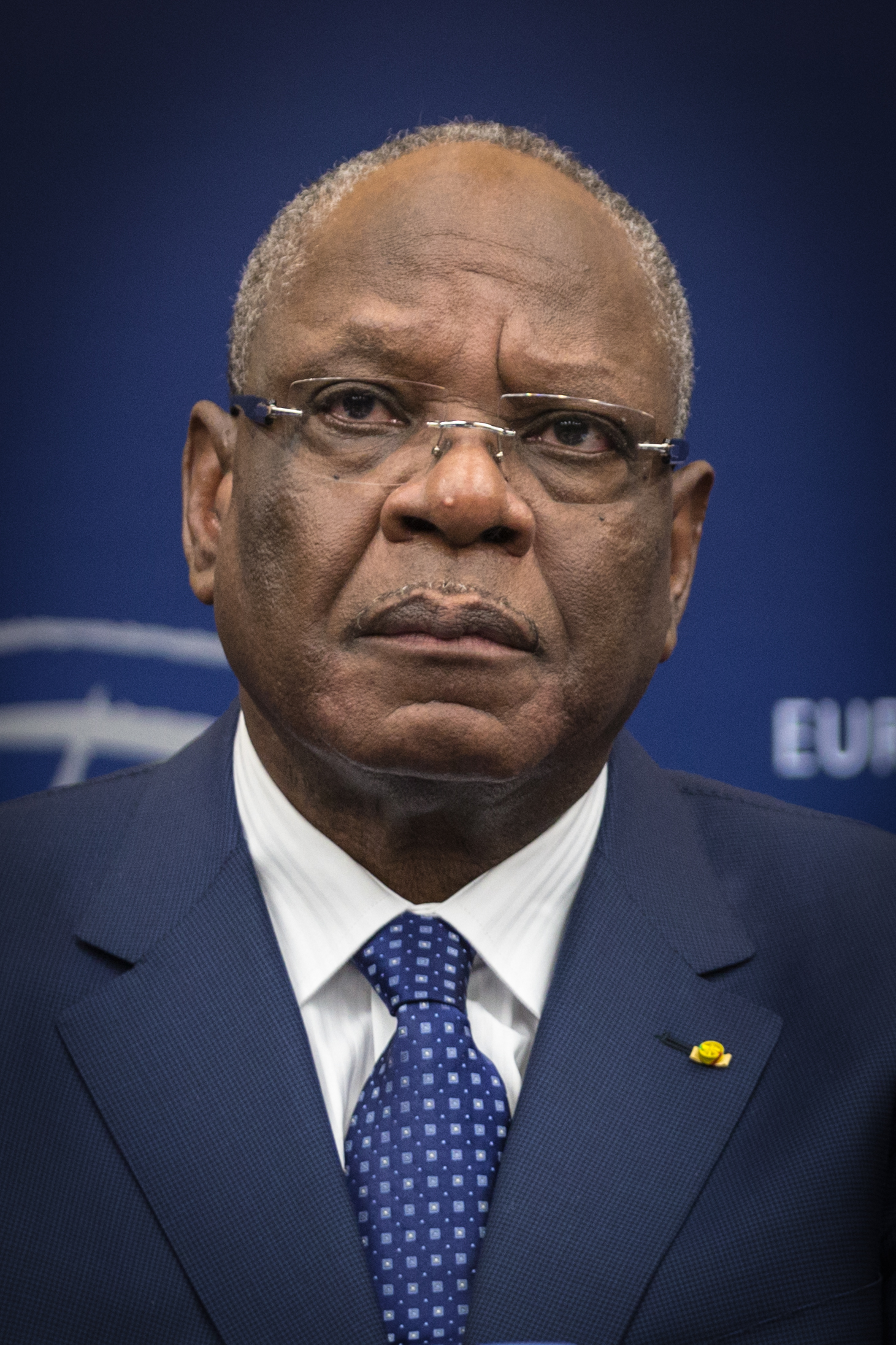
总统 易卜拉欣·布巴卡尔·凯塔
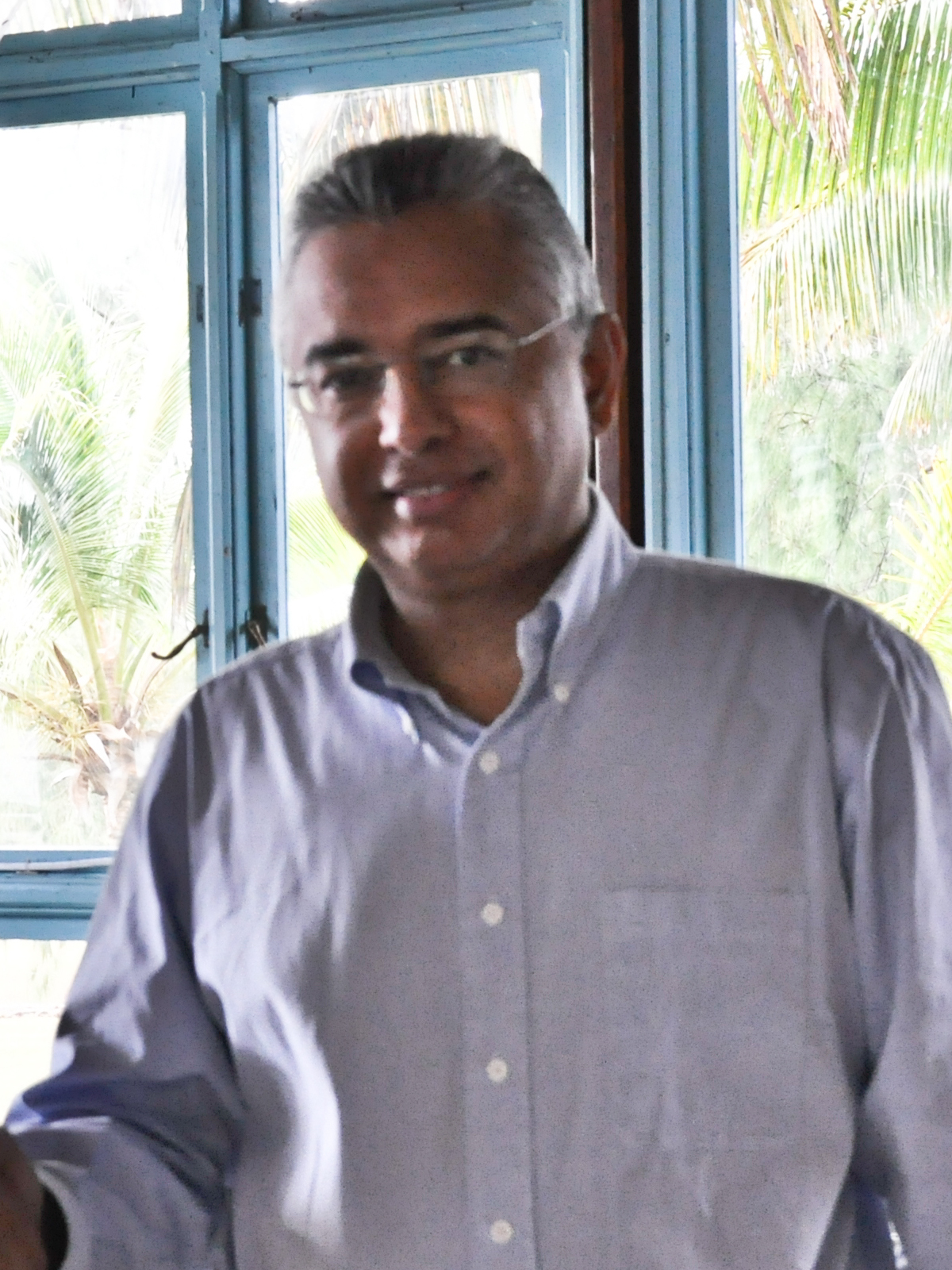
模里西斯 总理 普拉文·贾诺斯
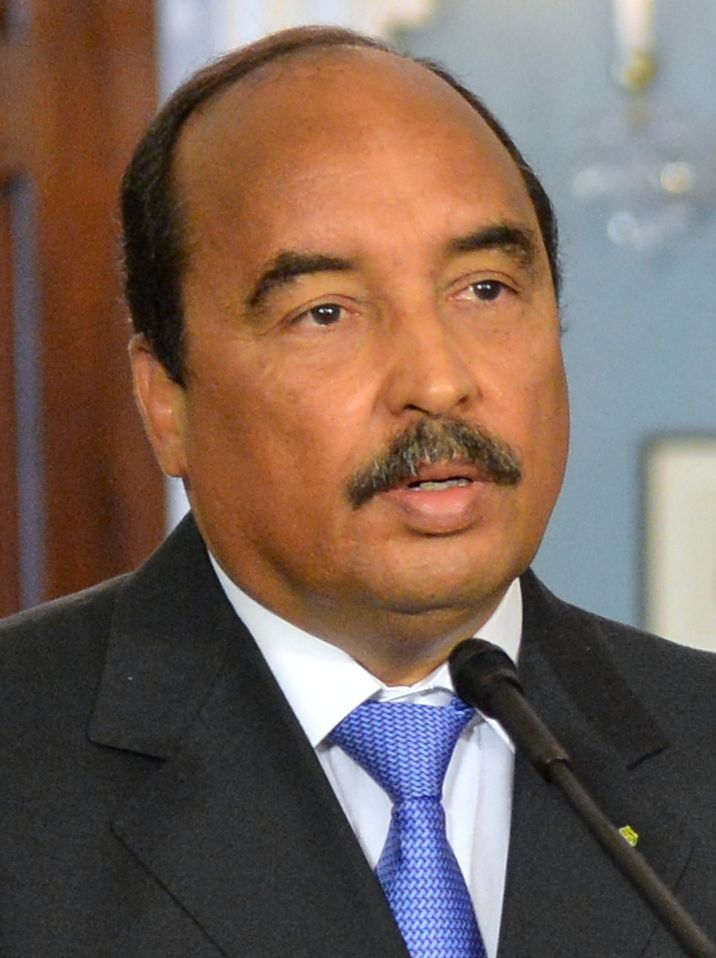
毛里塔尼亚 总统 穆罕默德·乌尔德·阿卜杜勒-阿齐兹
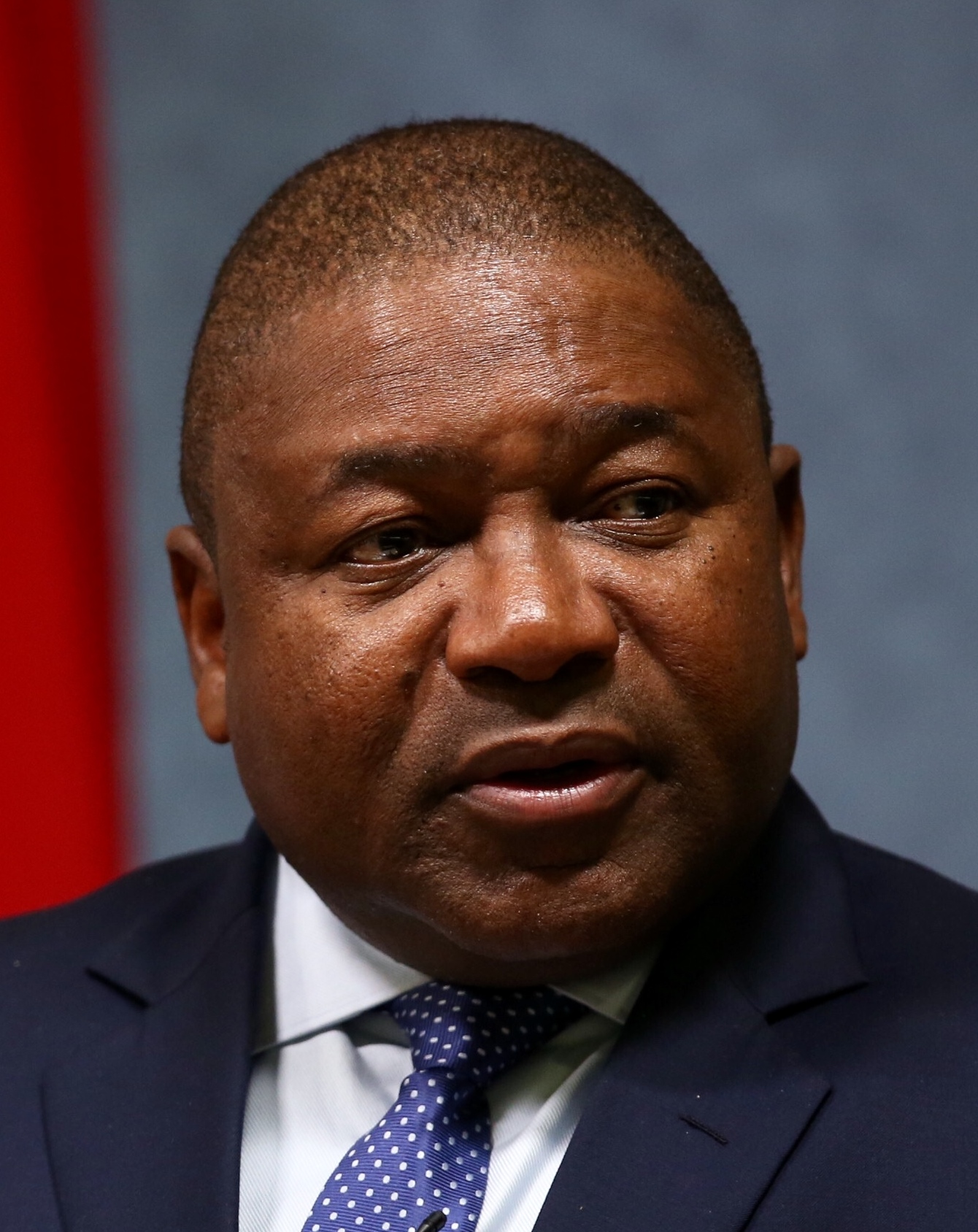
莫桑比克 总统 菲利佩·纽西
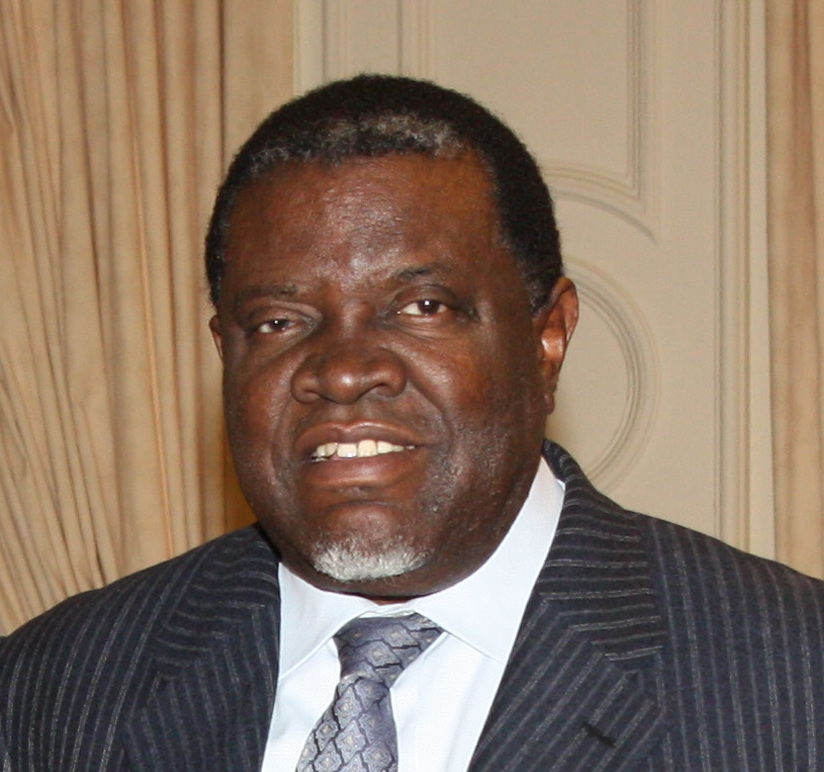
纳米比亚 总统 哈格·根哥布
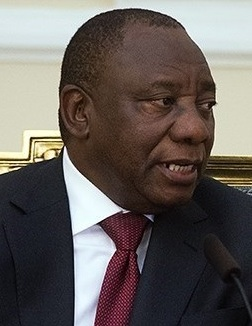
南非 总统 西里尔·拉马福萨
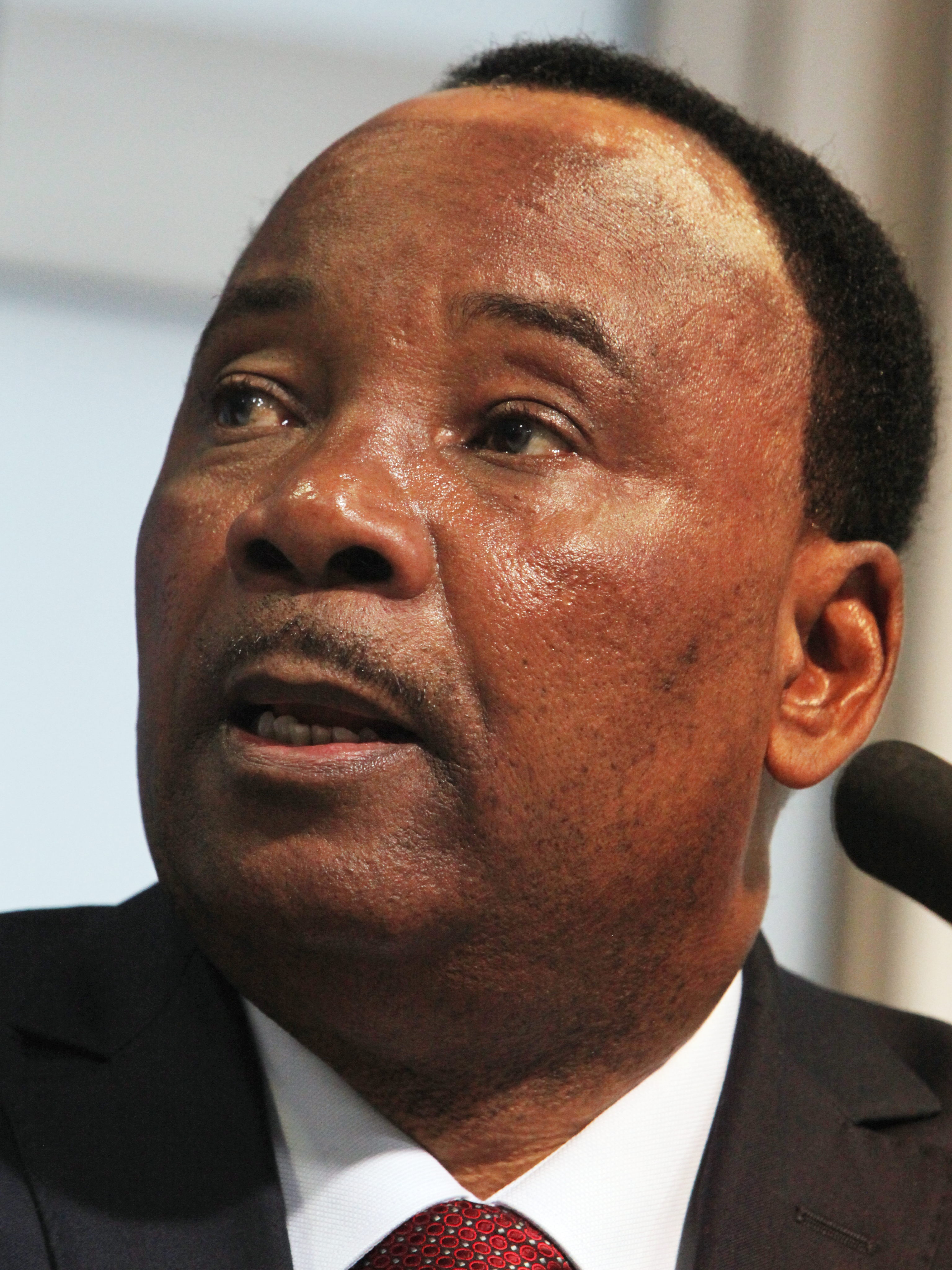
尼日尔 总统 穆罕默杜·伊素福
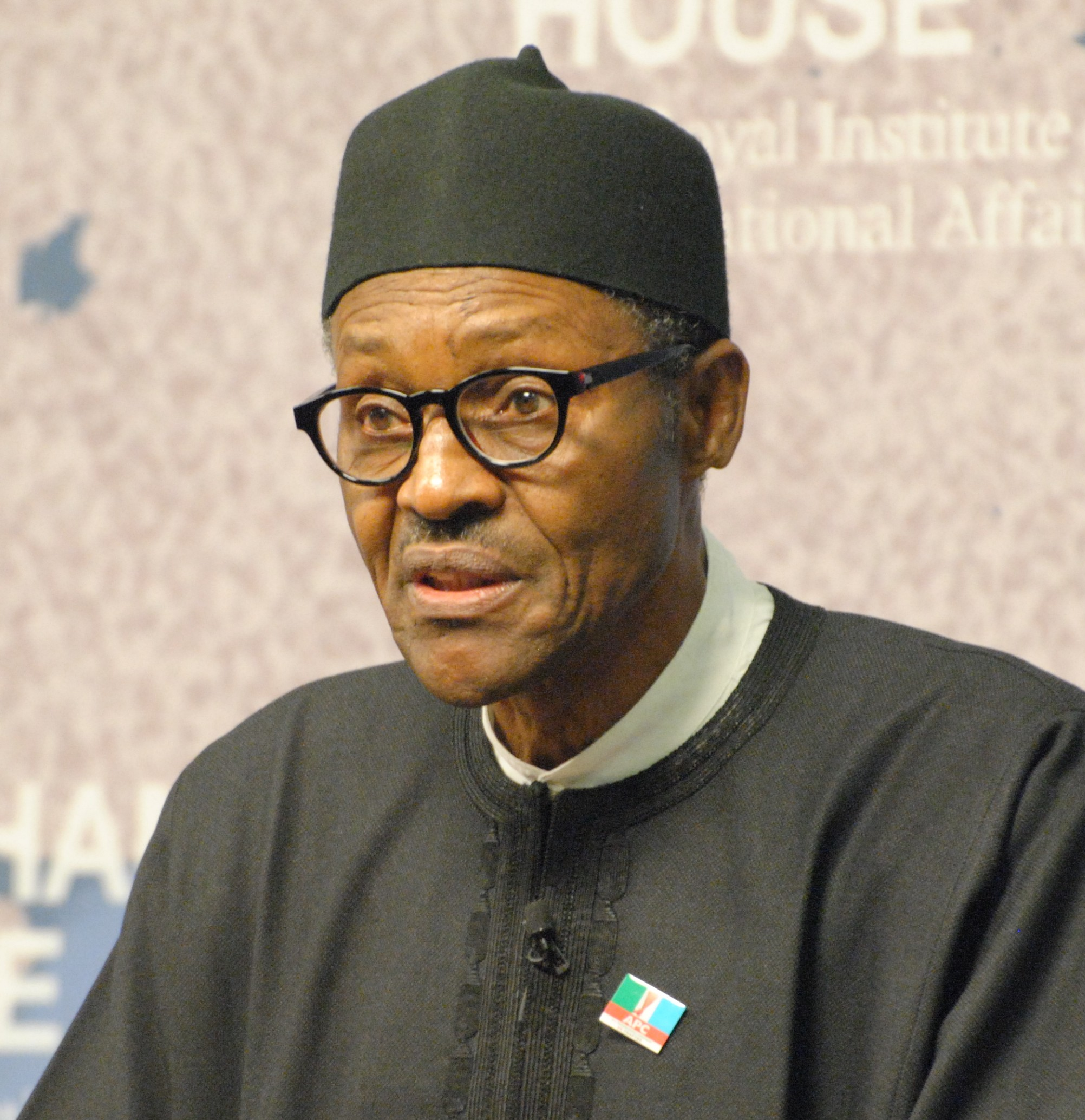
奈及利亞 总统 穆罕默杜·布哈里
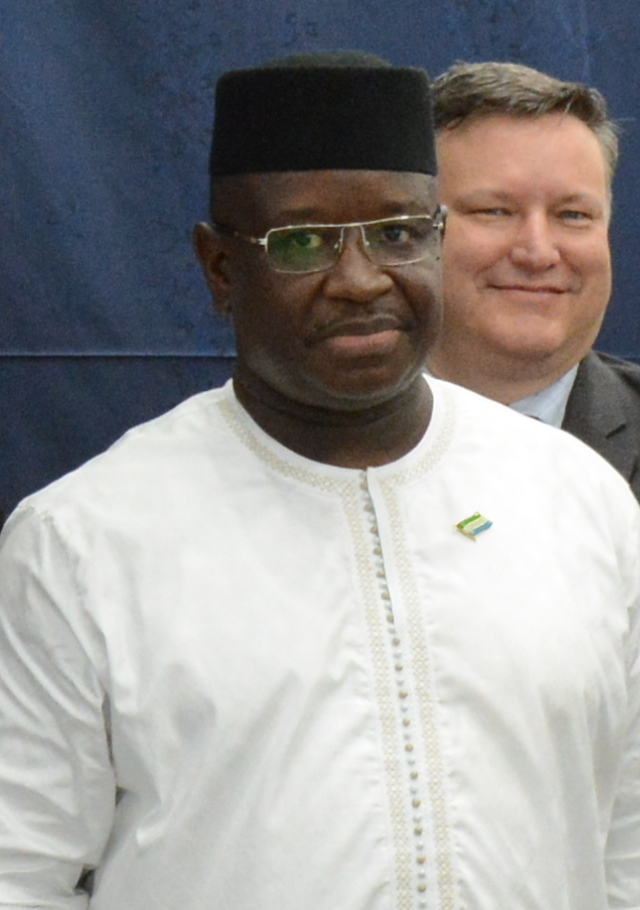
总统 朱利叶斯·马达·比奥
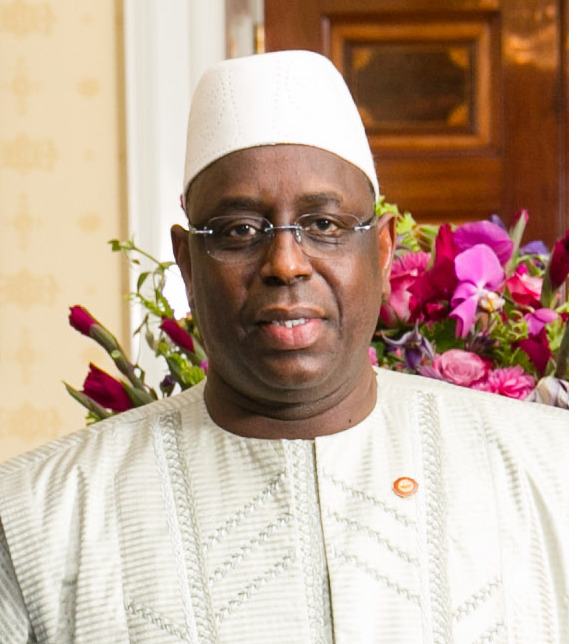
塞内加尔 总统 麦基·萨勒
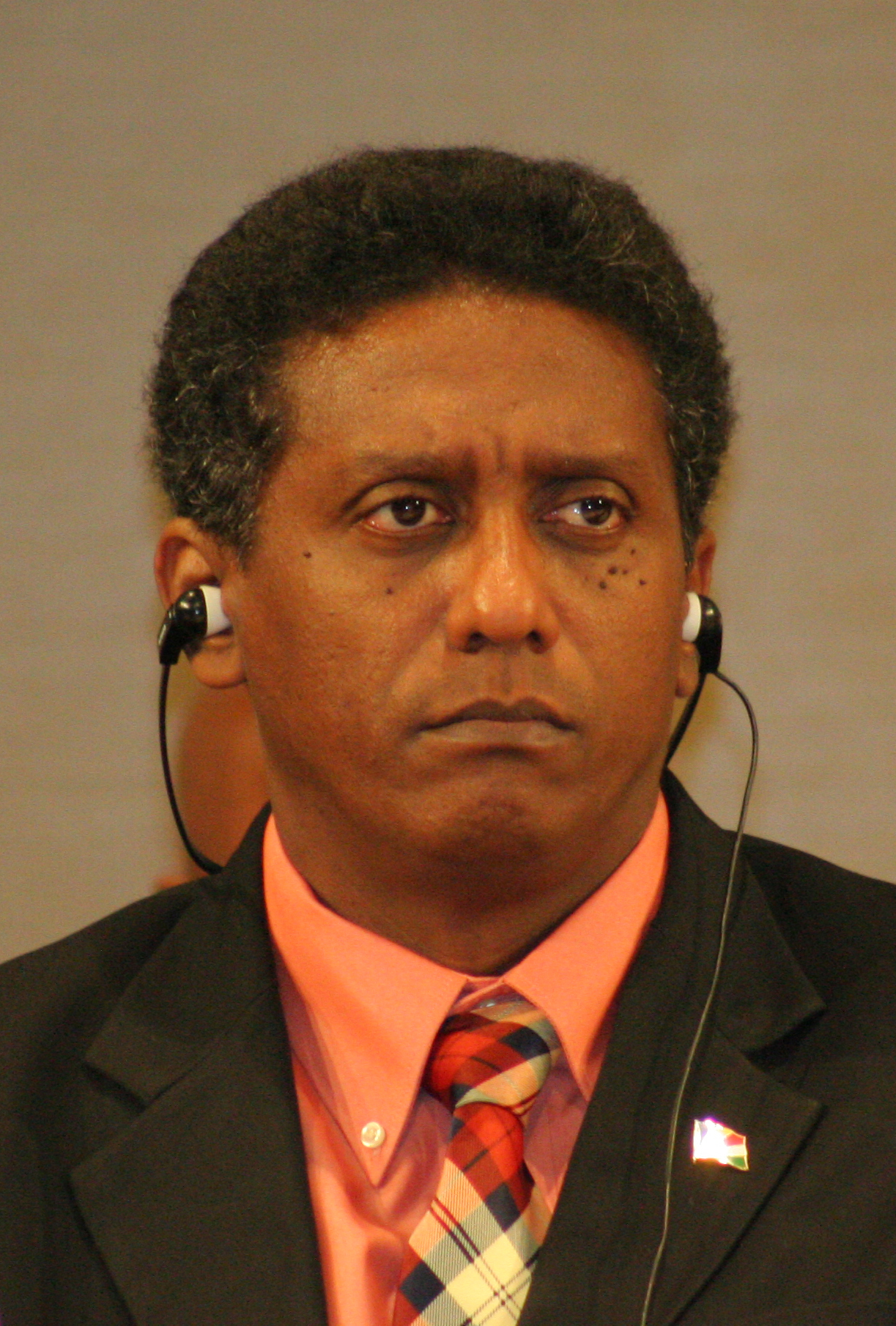
塞舌尔 总统 丹尼·福尔
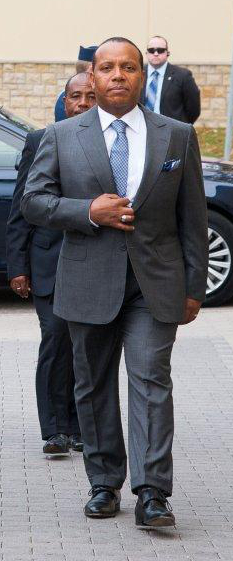
聖多美和普林西比 总理 帕特里斯·特罗瓦达
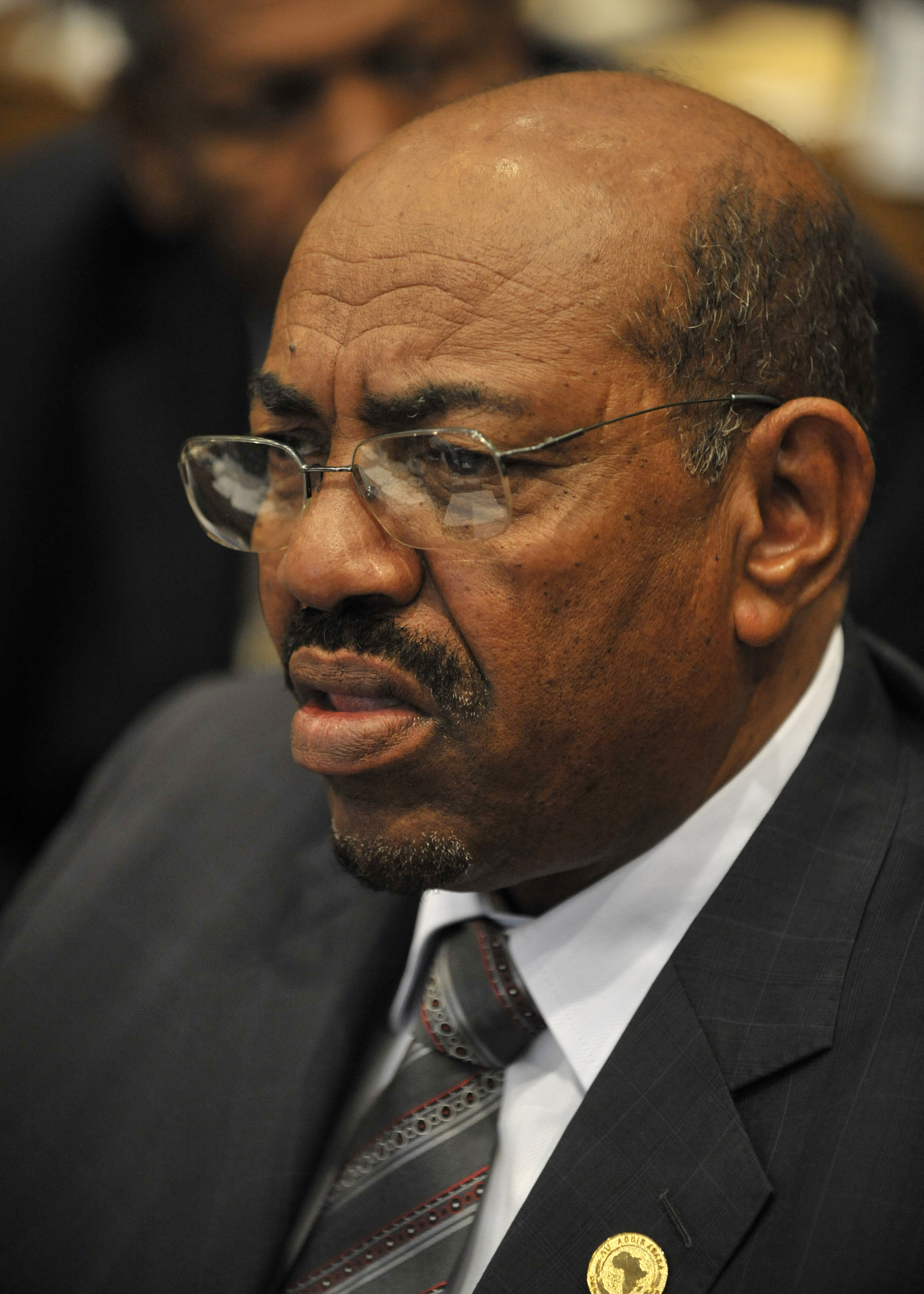
苏丹 总统 奥马尔·巴希尔
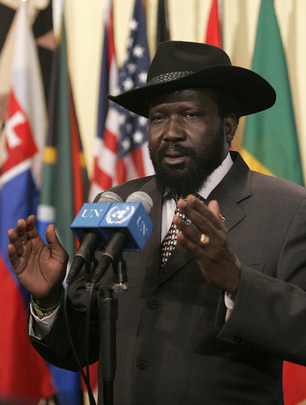
南蘇丹 总统 萨尔瓦·基尔·马亚尔迪特
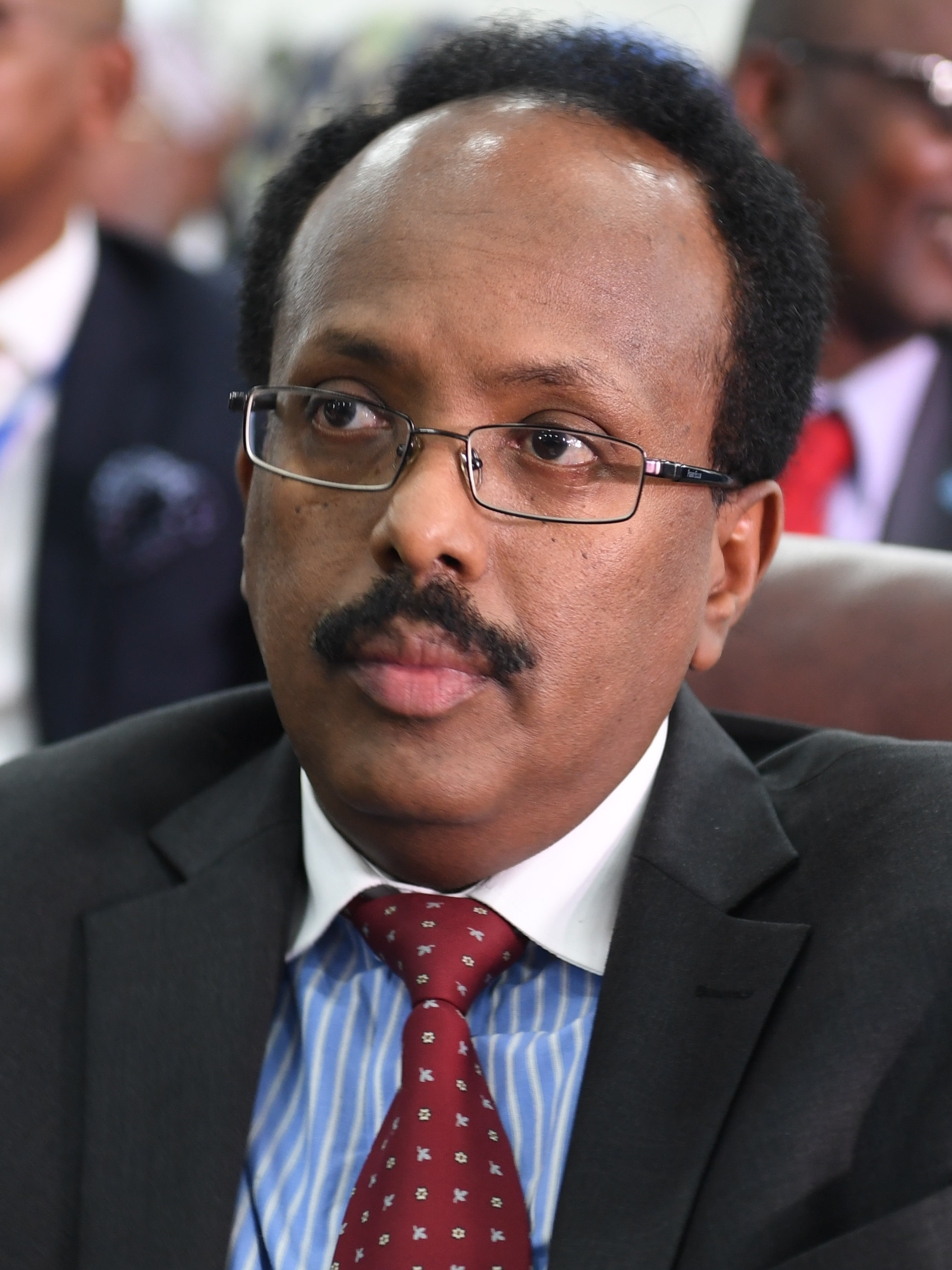
总统 穆罕默德·阿卜杜拉·穆罕默德
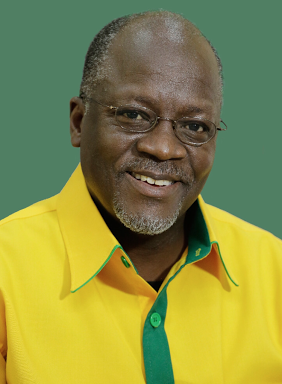
坦桑尼亚 总理 约翰·马古富利
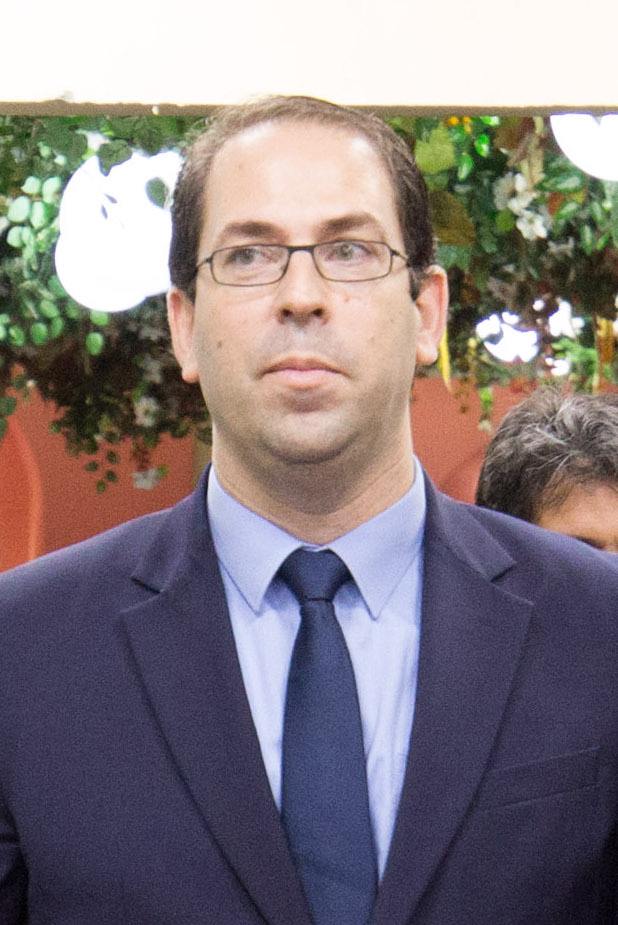
突尼西亞 总理 优素福·查希德
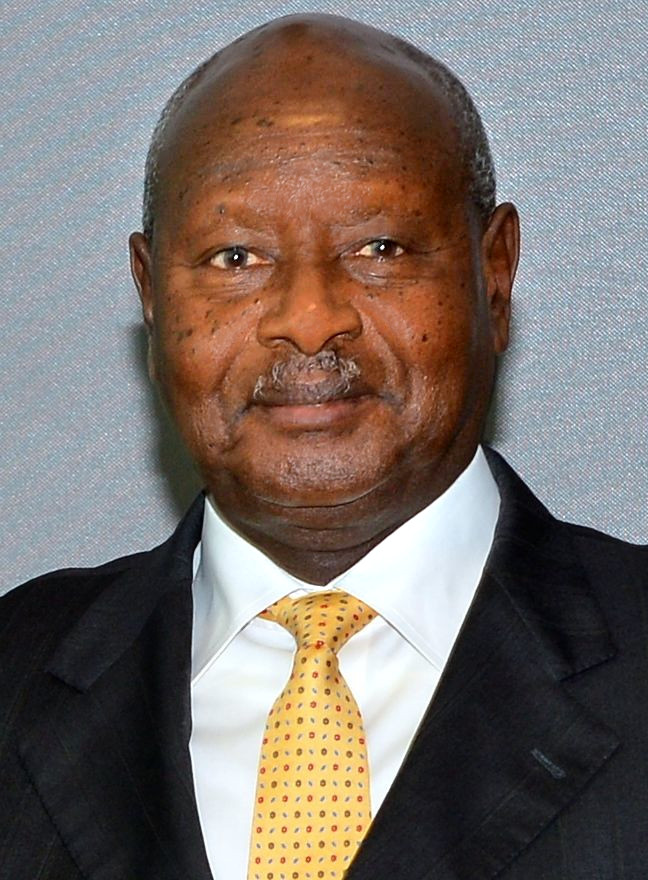
乌干达 总统 约韦里·穆塞韦尼
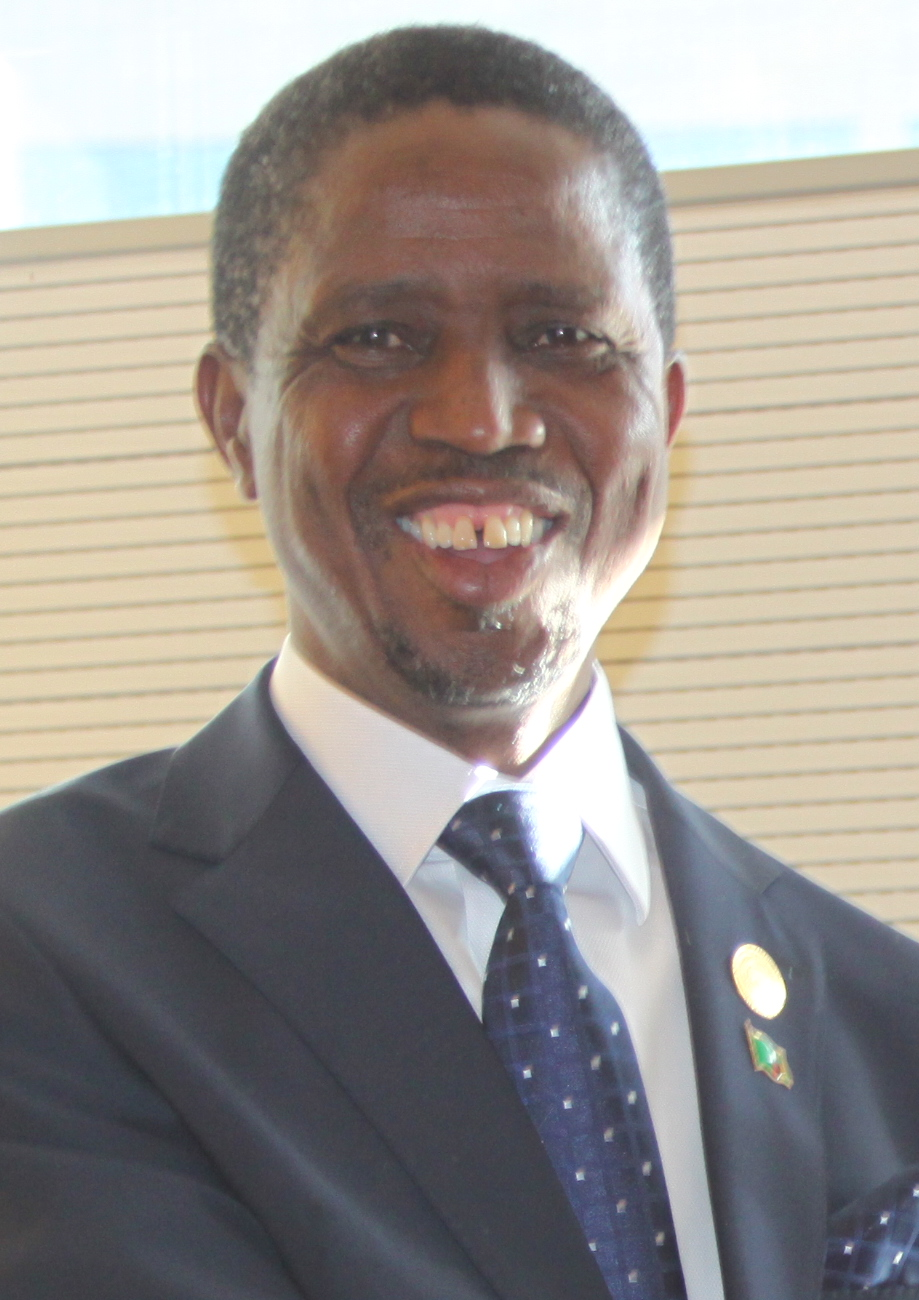
尚比亞 总统 埃德加·伦古
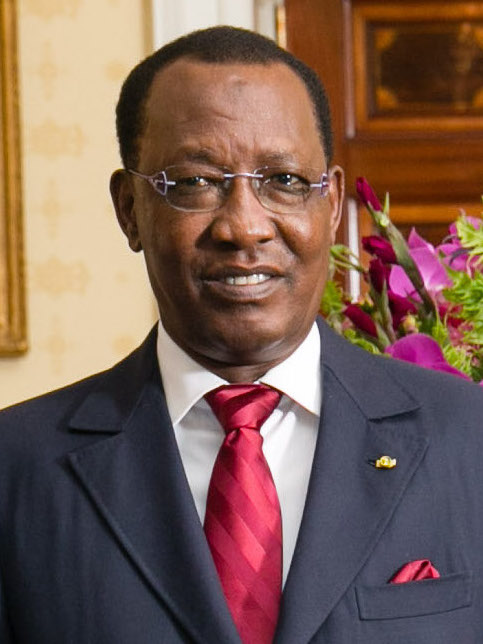
总统 伊德里斯·代比
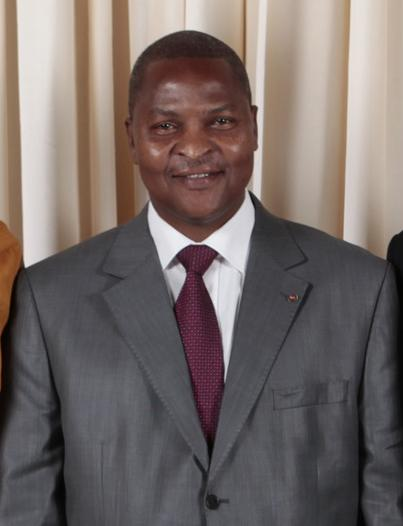
中非 总统 福斯坦-阿尔尚热·图瓦德拉
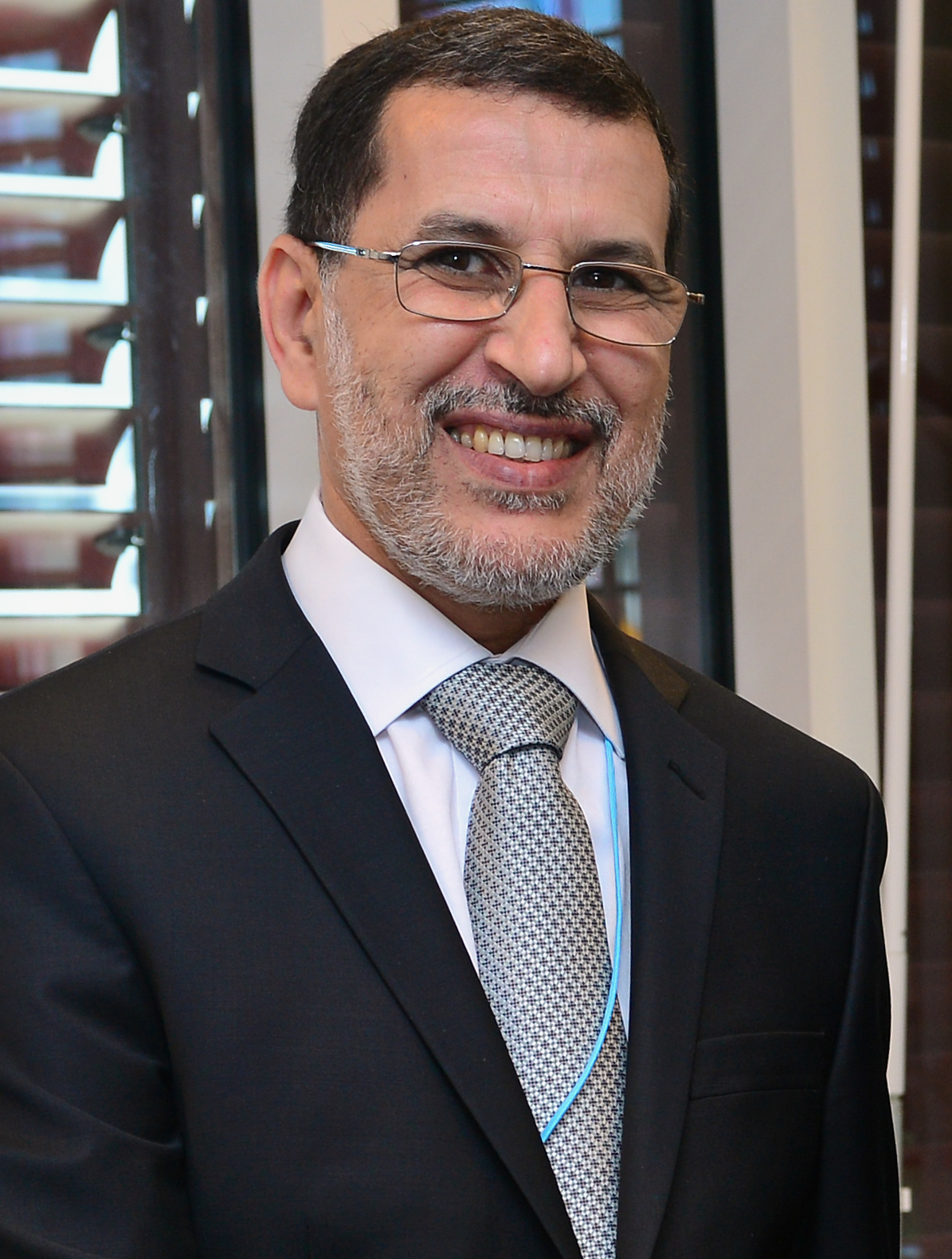
摩洛哥 首相 萨杜丁·欧斯曼尼
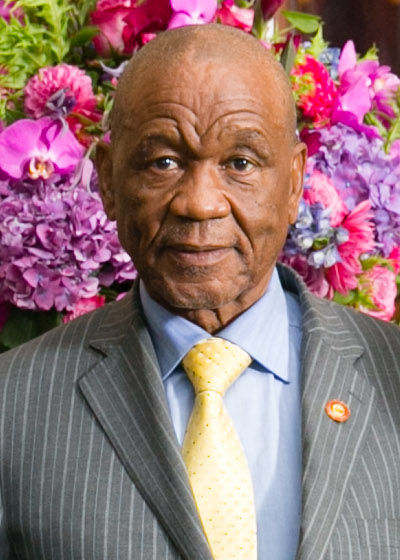
賴索托 首相 湯姆·塔巴內
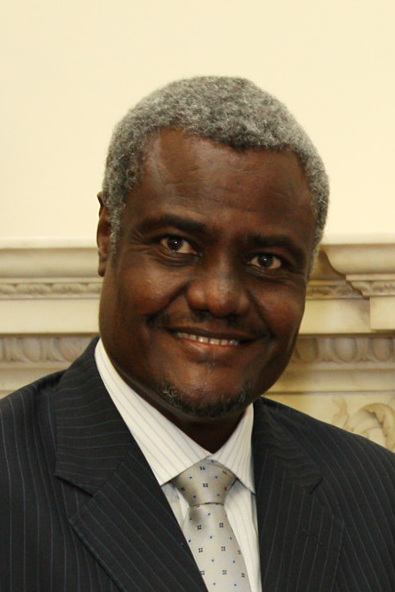
非洲联盟 非洲联盟委员会主席穆萨·法基

### 国际组织
联合国秘书长以及26个国际和非洲地区组织代表应邀出席。

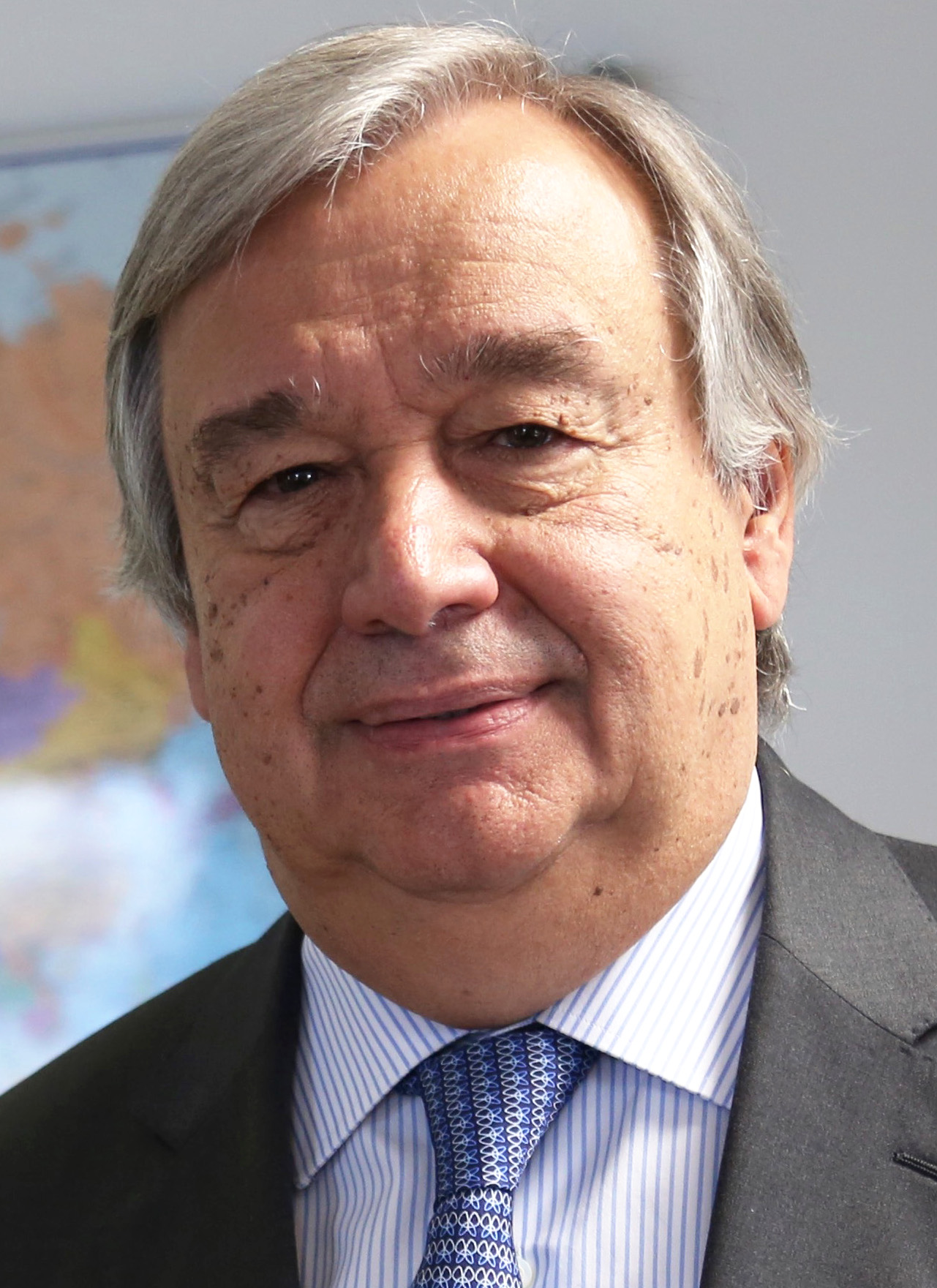
UNO 秘书长 古特雷斯

- 联合国
秘书长 古特雷斯

## 后续
2020年10月29日，中国与坦桑尼亚达成进口大豆的协议；中国外交部非洲司司长吴鹏表示，这一协议是在履行此次峰会的承诺，即通过扩大进口支持非洲各国。